# Robert Oppenheimer
Julius Robert Oppenheimer (Nova Iorque, 22 de abril de 1904 – Princeton, 18 de fevereiro de 1967) foi um físico teórico americano e diretor do Laboratório Nacional Los Alamos durante a Segunda Guerra Mundial. Geralmente é creditado como o "pai da bomba atômica", por seu papel no Projeto Manhattan, o empreendimento de pesquisa e desenvolvimento que criou as primeiras armas nucleares.
Oppenheimer estudou na Universidade Harvard, onde bacharelou-se em química, em 1925. Posteriormente estudou física na Universidade de Cambridge e na Universidade de Göttingen, onde obteve seu doutorado (PhD), em 1927, sob a orientação de Max Born. Ocupou cargos acadêmicos na Universidade da Califórnia, em Berkeley, e no Instituto de Tecnologia da Califórnia, fazendo contribuições significativas no campo da física teórica, incluindo mecânica quântica e física nuclear. Durante a Segunda Guerra Mundial foi recrutado para trabalhar no Projeto Manhattan e, em 1943, foi nomeado diretor do Laboratório Nacional Los Alamos, no Novo México, encarregado de desenvolver as armas nucleares. A liderança e a experiência científica de Oppenheimer foram fundamentais para o êxito do projeto. Ele estava entre aqueles que observaram o teste Trinity, em 16 de julho de 1945, em que a primeira bomba atômica foi detonada com sucesso. Mais tarde, comentou que a explosão trouxe à sua mente palavras da escritura hindu Bagavadeguitá: "Agora eu me tornei a Morte, a destruidora de mundos". Em agosto de 1945, as bombas atômicas foram usadas nas cidades japonesas de Hiroshima e Nagasaki, o único uso de armas nucleares em um conflito.
Após o fim da guerra, Oppenheimer tornou-se presidente do influente Comitê Consultivo Geral da recém-criada Comissão de Energia Atômica dos Estados Unidos (CEA). Fez lobby pelo controle internacional da energia nuclear, para evitar a proliferação nuclear e uma corrida armamentista atômica com a União Soviética. Ele se opôs ao desenvolvimento da bomba de hidrogênio, durante um debate governamental de 1949-1950 sobre a questão e, posteriormente, assumiu posições sobre questões relacionadas à defesa que provocaram a ira de algumas facções militares e do governo dos Estados Unidos. Durante a "segunda ameaça vermelha", essas posições, juntamente com as associações anteriores que Oppenheimer tivera com pessoas e organizações afiliadas ao Partido Comunista, levaram à revogação de sua habilitação de segurança em uma audiência perante a CEA, em 1954. Efetivamente despojado de sua influência política direta, continuou a dar palestras, escrever e trabalhar com física. Nove anos depois, por ordem do presidente John F. Kennedy (com Lyndon B. Johnson outorgando a honraria), recebeu o Prêmio Enrico Fermi, como um gesto de reabilitação política. Em 2022, cinquenta e cinco anos após sua morte, o governo dos Estados Unidos anulou sua decisão de 1954 e reafirmou a lealdade de Oppenheimer.
As conquistas e pesquisas de Oppenheimer no campo da física incluem a aproximação de Born-Oppenheimer para funções de onda moleculares, trabalho na teoria de elétrons e pósitrons, o Processo Oppenheimer–Phillips na fusão nuclear e a primeira previsão de tunelamento quântico. Com seus alunos, ele também fez importantes contribuições para a teoria moderna sobre estrelas de nêutrons e buracos negros, bem como para a mecânica quântica, teoria quântica de campos e as interações dos raios cósmicos. Como professor e divulgador científico, ele é lembrado como um dos fundadores da escola americana de física teórica que ganhou destaque mundial na década de 1930. Após a Segunda Guerra Mundial, tornou-se diretor do Instituto de Estudos Avançados em Princeton, Nova Jérsei.

## Primeiros anos

### Infância e educação
Julius Robert Oppenheimer nasceu em uma família judia não praticante, na cidade de Nova Iorque, em 22 de abril de 1904. Seus pais eram Ella (nascida Friedman), uma pintora, e Julius Seligmann Oppenheimer, um importador de tecidos bem-sucedido. Robert tinha um irmão mais novo, Frank, que também se tornou um físico. Seu pai nasceu em Hanau, então parte da província de Hessen-Nassau no Reino da Prússia, e veio adolescente para os Estados Unidos, em 1888, com poucos recursos, sem dinheiro, estudos ou conhecimento da língua inglesa. Ele foi contratado por uma empresa têxtil em que se tornou um executivo dentro de uma década, eventualmente enriquecendo. Em 1912, a família mudou-se para um apartamento na Riverside Drive, perto da West 88th Street, em Manhattan — uma área conhecida por suas mansões luxuosas e casas elegantes. Sua coleção de arte incluía obras de Pablo Picasso, Édouard Vuillard e Vincent van Gogh.
Oppenheimer foi inicialmente educado na Alcuin Preparatory School. Em 1911, ingressou na Ethical Culture Society, fundada por Felix Adler para promover treinamento baseado no movimento da Cultura Ética. O pai de Oppenheimer havia sido membro da Society por muitos anos, atuando em seu conselho de administração. Oppenheimer era um aluno versátil, interessado em literatura inglesa e francesa e especialmente em mineralogia. Ele completou o terceiro e o quarto anos letivos em um único ano e pulou metade do oitavo ano. Durante seu último ano escolar, Oppenheimer interessou-se por química. Formou-se em 1921, mas interrompeu seus estudos durante um ano devido a um ataque de colite, durante uma viagem de férias em família a Joachimstal, na Tchecoslováquia. Recuperou-se no Novo México, onde desenvolveu um amor pela equitação e pelo sudoeste dos Estados Unidos.
Aos 18 anos, Oppenheimer ingressou na Universidade Harvard, onde se especializou em química. Harvard também exigia estudos em história, literatura e filosofia ou matemática. Ele compensou o atraso causado pela doença fazendo seis cursos a cada semestre, em vez dos quatro habituais. Foi admitido na sociedade de honra Phi Beta Kappa e obteve pós-graduação em física com base em estudos independentes, o que significa que ele poderia pular cursos básicos em favor dos avançados. Um curso de termodinâmica ministrado por Percy Bridgman suscitou seu interesse em física experimental. Em 1925, após apenas três anos de estudo, Oppenheimer formou-se em Harvard com um Bacharelado em Artes, summa cum laude.

### Estudos na Europa

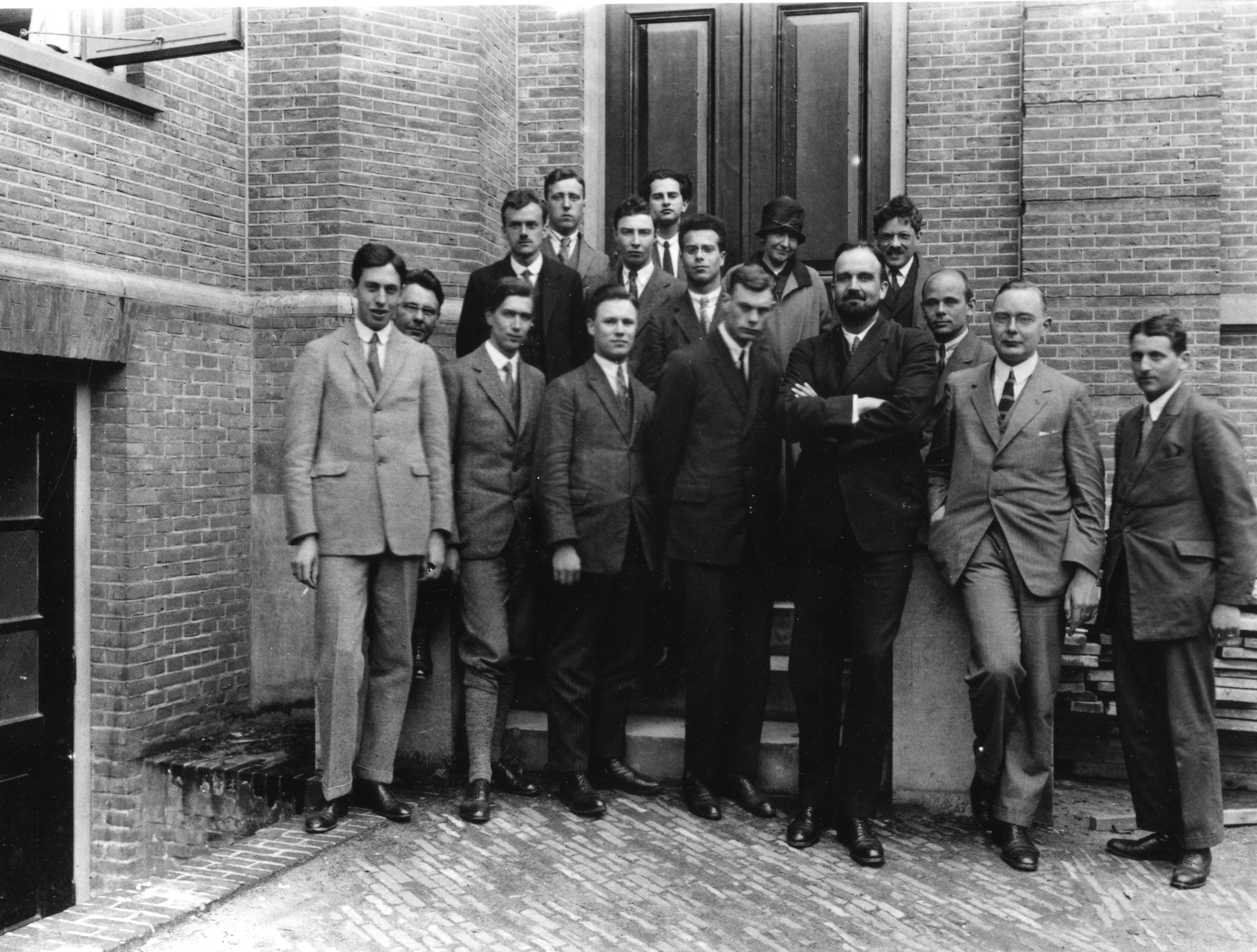
Laboratório de Heike Kamerlingh Onnes em Leiden, Holanda, julho de 1927. Oppenheimer está na linha do meio, segundo da esquerda.

Após ser aceito no Christ's College, Cambridge, em 1924, Oppenheimer solicitou a Ernest Rutherford permissão para trabalhar no Laboratório Cavendish, apesar da carta de recomendação de Bridgman ter sugerido que a física teórica, em vez da experimental, seria sua especialidade, pela falta de jeito de Oppenheimer no laboratório. Rutherford não ficou impressionado, mas Oppenheimer foi para Cambridge mesmo assim; J. J. Thomson acabou aceitando-o, com a condição de que ele completasse um curso básico de laboratório.
Oppenheimer estava muito infeliz em Cambridge e escreveu a um amigo: "Estou passando um tempo bem ruim. O trabalho de laboratório é um tédio terrível, e sou tão ruim nisso que é impossível sentir que estou aprendendo alguma coisa". Ele desenvolveu uma relação de inimizade com seu tutor, Patrick Blackett, futuramente laureado com o Prêmio Nobel. De acordo com o amigo de Oppenheimer, Francis Fergusson, Oppenheimer uma vez confessou ter deixado uma maçã envenenada na mesa de Blackett; ninguém a comeu. Os pais de Oppenheimer convenceram as autoridades universitárias a não apresentar acusações criminais ou expulsá-lo. Em vez disso, Oppenheimer foi colocado em liberdade condicional e teve que fazer sessões regulares com um psiquiatra em Harley Street, em Londres.
Oppenheimer era um alto e magro fumante inveterado, que muitas vezes esquecia de comer durante períodos de intensa concentração. Muitos amigos diziam que ele parecia ser autodestrutivo. Certa vez, Fergusson tentou distrair Oppenheimer de sua depressão aparente dizendo que ele (Fergusson) estava prestes a se casar com sua namorada; Oppenheimer pulou em cima de Fergusson e tentou estrangulá-lo. Oppenheimer foi assombrado por períodos de depressão ao longo de sua vida, e uma vez disse a seu irmão: "Eu preciso da física mais do que de amigos".
Em 1926, Oppenheimer deixou Cambridge e foi para a Universidade de Göttingen para estudar sob a orientação de Max Born; Göttingen era um dos principais centros do mundo para a física teórica. Oppenheimer fez amigos que alcançaram grande sucesso, incluindo Werner Heisenberg, Pascual Jordan, Wolfgang Pauli, Paul Dirac, Enrico Fermi e Edward Teller. Ele era entusiasta nas discussões ao ponto de, às vezes, dominá-las. Maria Goeppert apresentou a Born uma petição, assinada por ela e outros, ameaçando boicotar a aula a menos que ele fizesse Oppenheimer se acalmar. Born deixou-a em sua mesa para que Oppenheimer pudesse ler, e a petição foi eficaz sem uma palavra ser dita.
Oppenheimer obteve seu título de Doutor em Filosofia em março de 1927, aos 23 anos, sob a orientação de Max Born. Após o exame oral, James Franck, o professor responsável, supostamente disse: "Estou feliz que tenha acabado. Ele estava prestes a me questionar". Oppenheimer publicou mais de uma dúzia de artigos enquanto estava na Europa, incluindo muitas contribuições importantes para o novo campo da mecânica quântica. Ele e Born publicaram um famoso artigo sobre a aproximação Born-Oppenheimer, que separa o movimento nuclear do movimento eletrônico na abordagem matemática de moléculas, permitindo negligenciar o movimento nuclear para simplificar os cálculos. Este continua sendo seu trabalho mais citado.

## Início de carreira

### Atuação como professor

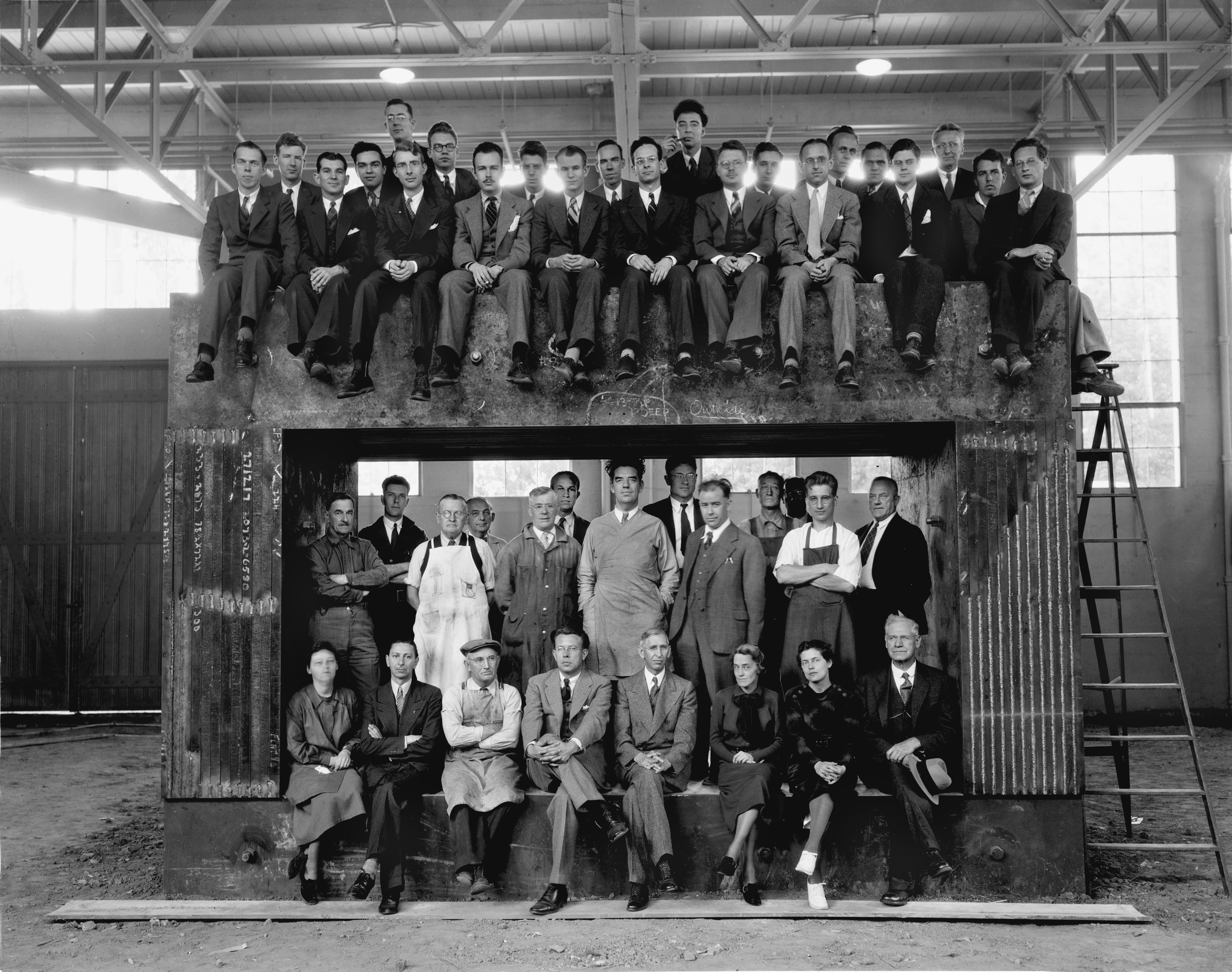
A equipe do Laboratório de Radiação da Universidade da Califórnia (incluindo Oppenheimer, Robert R. Wilson e os vencedores do prêmio Nobel Ernest Lawrence, Edwin McMillan e Luis Alvarez) sobre o jugo magnético, 1938.

Oppenheimer recebeu uma bolsa do Conselho Nacional de Pesquisa dos Estados Unidos para atuar no Instituto de Tecnologia da Califórnia (Caltech), em setembro de 1927. Bridgman também o queria em Harvard, então concordaram que ele dividiria sua bolsa do ano acadêmico de 1927-28 entre Harvard, em 1927, e Caltech, em 1928. Em Caltech, ele desenvolveu uma estreita amizade com Linus Pauling; eles planejavam conduzir uma pesquisa conjunta sobre a natureza da ligação química, um campo no qual Pauling era pioneiro, com Oppenheimer desenvolvendo os cálculos e Pauling interpretando os resultados. A colaboração e a amizade terminaram após Oppenheimer convidar a esposa de Pauling, Ava Helen Pauling, para um encontro romântico no México. Mais tarde, Oppenheimer convidou Pauling para ser chefe da Divisão de Química do Projeto Manhattan, mas ele recusou, afirmando ser um pacifista.
No outono de 1928, Oppenheimer visitou o instituto de Paul Ehrenfest na Universidade de Leiden, nos Países Baixos, onde impressionou dando palestras em holandês, apesar de ter pouca experiência com o idioma. Lá, ele recebeu o apelido de Opje, posteriormente anglicizado por seus alunos como "Oppie". De Leiden, ele seguiu para o Instituto Federal de Tecnologia Suíço (ETH), em Zurique, para trabalhar com Wolfgang Pauli em mecânica quântica e espectro contínuo. Oppenheimer respeitava e gostava de Pauli e pode ter imitado seu estilo pessoal, bem como sua abordagem crítica aos problemas.
Ao retornar aos Estados Unidos, Oppenheimer aceitou um cargo de professor associado na Universidade da Califórnia, Berkeley, onde Raymond T. Birge o queria tanto que expressou disposição em compartilhá-lo com Caltech.
Antes de começar a trabalhar como professor em Berkeley, Oppenheimer foi diagnosticado com um caso leve de tuberculose e passou algumas semanas com seu irmão Frank em um rancho em Novo México, que ele alugou e posteriormente chegou a adquiri-lo. Quando soube que o rancho estava disponível para alugar, ele exclamou "Cachorro-quente!", e depois o nomeou Perro Caliente (que significa "cachorro-quente" em espanhol). Mais tarde, ele costumava dizer que "a física e o deserto" eram suas "duas grandes paixões". Ele se recuperou da tuberculose e voltou a Berkeley, onde prosperou como conselheiro e colaborador de uma geração de físicos que o admiravam por sua virtuosidade intelectual e amplos interesses. Seus alunos e colegas o viam como cativante: hipnótico na interação privada, mas frequentemente frio em configurações mais públicas. Seus associados se dividiam em dois grupos: um o via como um gênio impressionante e esteta, o outro como um posador pretensioso e inseguro. Seus alunos quase sempre se encaixavam na primeira categoria, adotando seu jeito de andar, falar e outros maneirismos, e até mesmo sua inclinação por ler textos completos em seus idiomas originais. Hans Bethe disse dele:

Provavelmente o ingrediente mais importante que ele trouxe para seu ensino foi seu gosto requintado. Ele sempre sabia quais eram os problemas importantes, como demonstrado pela escolha de seus assuntos. Ele realmente viveu com esses problemas, lutando por uma solução, e ele comunicou sua preocupação ao grupo. Em seu auge, havia cerca de oito ou dez estudantes de pós-graduação em seu grupo e cerca de seis bolsistas de pós-doutorado. Ele se reunia com esse grupo uma vez por dia em seu escritório e discutia com um após o outro o status do problema de pesquisa do aluno. Ele estava interessado em tudo, e em uma tarde eles poderiam discutir eletrodinâmica quântica, raios cósmicos, produção de pares de elétrons e física nuclear.
Oppenheimer trabalhou em estreita colaboração com o físico experimental Ernest O. Lawrence, ganhador do prêmio Nobel, e seus pioneiros do cíclotron, ajudando-os a interpretar os dados que suas máquinas estavam produzindo no Laboratório de Radiação de Berkeley. Em 1936, Berkeley o promoveu a professor titular com um salário anual de 3 300 dólares. Em troca, solicitaram que ele reduzisse sua presença em Caltech, então chegaram a um acordo em que Berkeley o liberava por seis semanas a cada ano, o suficiente para lecionar um período em Caltech.

### Trabalho científico
Oppenheimer realizou pesquisas importantes em astronomia teórica (especialmente relacionada à relatividade geral e à teoria nuclear), física nuclear, espectroscopia e teoria quântica de campos, incluindo sua extensão para eletrodinâmica quântica. A matemática formal da mecânica quântica relativística também atraiu sua atenção, embora ele duvidasse de sua validade. Seu trabalho previu muitas descobertas posteriores, incluindo o nêutron, méson e estrela de nêutrons.
Inicialmente, seu grande interesse era a teoria do espectro contínuo. Seu primeiro artigo publicado, em 1926, tratava da teoria quântica dos espectros de bandas moleculares. Ele desenvolveu um método para realizar cálculos de suas probabilidades de transição. Ele calculou o efeito fotoelétrico para hidrogênio e raios X, obtendo o coeficiente de absorção na borda K. Seus cálculos se alinhavam com as observações da absorção de raios X do Sol, mas não do hélio. Anos depois, percebeu-se que o Sol era em grande parte composto de hidrogênio e que seus cálculos estavam corretos.
Oppenheimer fez contribuições importantes para a teoria de chuva de raios cósmicos e começou a trabalhar em descrições do tunelamento quântico. Em 1931, ele coescreveu um artigo, Relativistic Theory of the Photoelectric Effect ("Teoria Relativística do Efeito Fotoelétrico"), com seu aluno Harvey Hall, no qual, com base em evidências empíricas, contestou corretamente a afirmação de Dirac de que dois dos níveis de energia do átomo de hidrogênio têm a mesma energia. Posteriormente, um de seus alunos de doutorado, Willis Lamb, determinou que isso era uma consequência do desvio Lamb, e recebeu o Prêmio Nobel de Física em 1955.
Com seu primeiro aluno de doutorado, Melba Phillips, Oppenheimer trabalhou em cálculos de radioatividade artificial sob bombardeio de deutérios. Quando Ernest Lawrence e Edwin McMillan bombardearam núcleos com deutérios, eles encontraram resultados que se aproximavam das previsões de George Gamow, mas quando altas energias e núcleos mais pesados estavam envolvidos, os resultados não se conformavam com a teoria. Em 1935, Oppenheimer e Phillips desenvolveram uma teoria usada até hoje, o processo de Oppenheimer-Phillips, para explicar os resultados.
Já em 1930, Oppenheimer escreveu um artigo previa principalmente a existência do pósitron. Isso ocorreu após um artigo de Dirac propor que elétrons poderiam ter tanto uma carga positiva, quanto energia negativa. O artigo de Dirac introduziu a equação de Dirac, que unificava a mecânica quântica, a relatividade especial e o então novo conceito de spin do elétron, para explicar o efeito Zeeman. Com base no corpo de evidências experimentais, Oppenheimer rejeitou a ideia de que os elétrons positivamente carregados previstos eram prótons e argumentou que eles teriam que ter a mesma massa que um elétron, enquanto experimentos mostravam que prótons eram muito mais pesados que elétrons. Dois anos depois, Carl David Anderson descobriu o pósitron e recebeu o Prêmio Nobel de Física de 1936.
No final da década de 1930, Oppenheimer se interessou por astrofísica, provavelmente por sua amizade com Richard Tolman, e publicou uma série de artigos. No primeiro deles, On the Stability of Stellar Neutron Cores ("Sobre a Estabilidade dos Núcleos de Nêutron Estelares") (1938), escrito em colaboração com Robert Serber, Oppenheimer explorou as propriedades das anãs brancas. Em seguida, escreveu um artigo em colaboração com um de seus alunos, George Volkoff, On Massive Neutron Cores ("Sobre Núcleos Maciços de Neutrons"), que demonstrou a existência do Limite de Tolman-Oppenheimer-Volkoff, para a massa das estrelas, além do qual elas não permaneceriam estáveis como estrela de nêutrons e passariam por colapso gravitacional. Em 1939, Oppenheimer e outro de seus alunos, Hartland Snyder, publicaram o artigo "Sobre a Contração Gravitacional Continuada", que previa a existência de buracos negros. Depois do artigo sobre a aproximação de Born-Oppenheimer, esses foram os trabalhos mais citados, e foram fatores-chave no rejuvenescimento da pesquisa astrofísica nos Estados Unidos nos anos 1950, principalmente por John A. Wheeler.
Os artigos de Oppenheimer eram considerados difíceis de entender, mesmo pelos padrões dos tópicos abstratos em que ele era especialista. Ele gostava de usar técnicas matemáticas elegantes, mas extremamente complexas, para demonstrar princípios físicos, embora às vezes fosse criticado por cometer erros matemáticos, presumivelmente por pressa. "Sua física era boa", disse seu aluno Snyder, "mas sua aritmética era terrível".
Após a Segunda Guerra Mundial, Oppenheimer publicou apenas cinco artigos científicos, sendo um deles em biofísica, e não publicou mais nada após 1950. Murray Gell-Mann, vencedor do Nobel que, como cientista visitante, trabalhou com ele no Instituto de Estudos Avançados de Princeton em 1951, apresentou essa opinião:

Ele não tinha Sitzfleisch, "carne sentada", quando você senta em uma cadeira. Até onde eu sei, ele nunca escreveu um artigo longo ou fez um cálculo longo, nada desse tipo. Ele não tinha paciência para isso; seu próprio trabalho consistia em pequenos aperçus, mas brilhantes. Mas ele inspirava outras pessoas a fazer coisas, e sua influência era fantástica.

## Vida pessoal e política

### Política

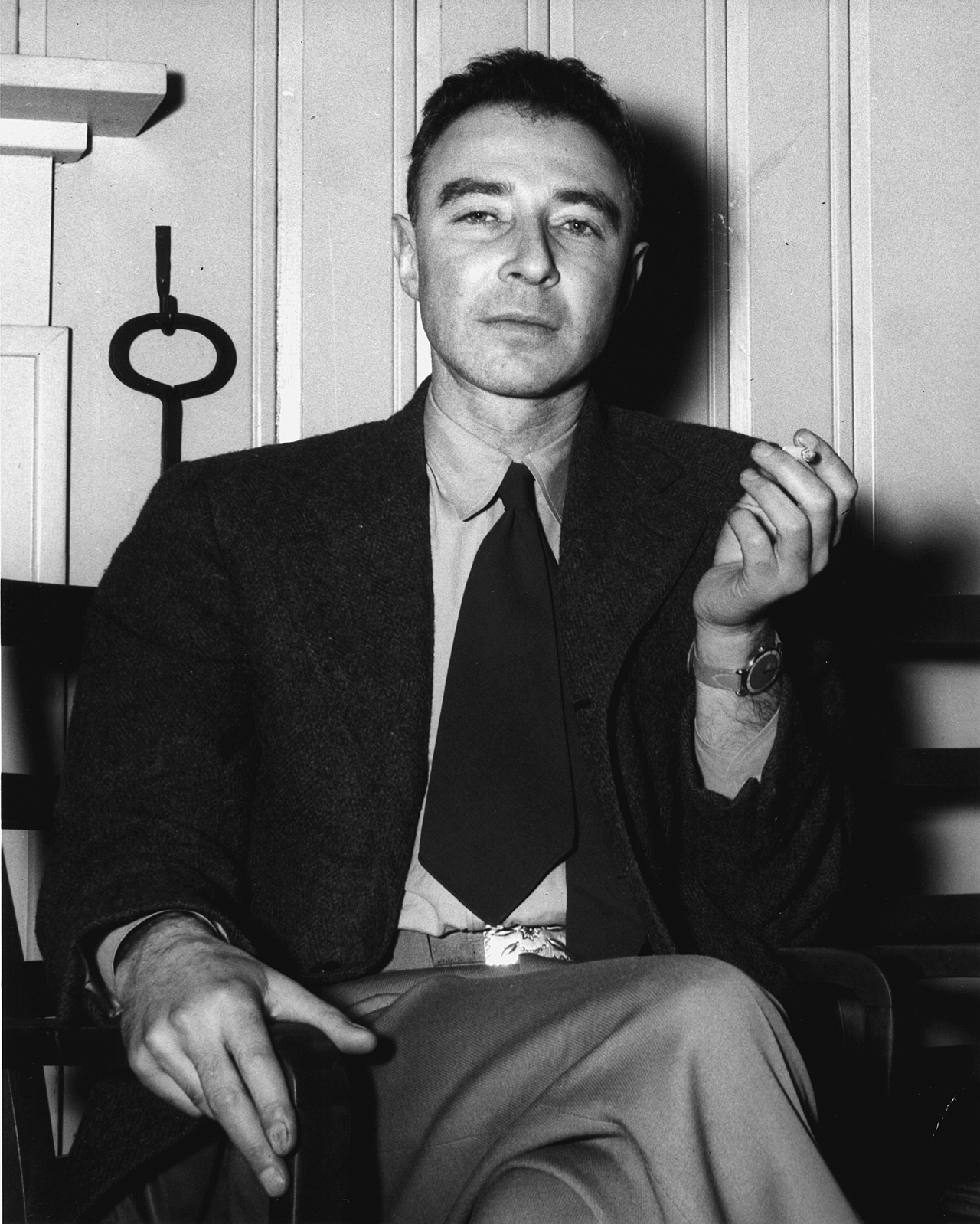
Oppenheimer em 1946 com seu cigarro sempre presente.

Durante os anos 1920, Oppenheimer não se informava sobre os acontecimentos mundiais. Ele afirmou que não lia jornais ou revistas populares e só soube do colapso da Wall Street em 1929 enquanto fazia uma caminhada com Ernest Lawrence, seis meses após o ocorrido. Certa vez, comentou que votou pela primeira vez na eleição presidencial de 1936. A partir de 1934, ele se tornou cada vez mais preocupado com a política e assuntos internacionais. Em 1934, ele destinou três por cento de seu salário anual, cerca de cem dólares, por dois anos, para apoiar físicos alemães que fugiam da Alemanha Nazista. Durante a Greve Portuária da Costa Oeste de 1934, ele e alguns de seus alunos, incluindo Melba Phillips e Bob Serber, participaram de um comício de estivadores. Oppenheimer tentou várias vezes conseguir um cargo para Serber em Berkeley, mas foi impedido pelo administrador do Departamento de Física de Berkeley, Raymond T. Birge, que pensava que "um judeu no departamento era suficiente".
Quando a mãe de Oppenheimer faleceu em 1931, ele se aproximou de seu pai que, embora ainda morasse em Nova Iorque, passou a visitar frequentemente a Califórnia. Quando seu pai faleceu em 1937, deixando 392 602 dólares para Oppenheimer e seu irmão Frank, Oppenheimer imediatamente fez um testamento que deixava sua propriedade para a Universidade da Califórnia para ser usada em bolsas de pós-graduação.
Como muitos jovens intelectuais dos anos 1930, Oppenheimer apoiava reformas sociais que mais tarde foram qualificadas como ideias comunistas. Ele doou para várias causas progressistas consideradas de esquerda durante a era do Macartismo. A maior parte de seu trabalho alegadamente radical consistia em sediar eventos beneficentes para a causa republicana na Guerra Civil Espanhola e outras atividades antifascistas. Ele nunca se juntou abertamente ao Partido Comunista dos Estados Unidos (CPUSA), embora tenha doado dinheiro para causas de esquerda por meio de conhecidos que eram, alegadamente, membros.
Quando se juntou ao Projeto Manhattan em 1942, Oppenheimer escreveu em seu questionário de segurança pessoal que tinha sido "membro de praticamente todas as organizações de fachada comunista na Costa Oeste dos Estados Unidos". Anos depois, ele afirmou que não se lembrava de ter dito isso, que não era verdade e que, se tivesse dito algo nesse sentido, era "um exagero meio jocoso". Ele era assinante do People's World, um órgão do Partido Comunista, e testemunhou em 1954: "Eu estava associado ao movimento comunista". De 1937 a 1942, Oppenheimer foi membro em Berkeley do que chamou de um "grupo de discussão", que foi posteriormente identificado por colegas, como Haakon Chevalier e Gordon Griffiths, como uma unidade secreta do Partido Comunista para professores de Berkeley.
O FBI abriu um arquivo sobre Oppenheimer em março de 1941 e registrou que ele participou de uma reunião, em dezembro de 1940, na casa de Chevalier, que também contou com a presença do secretário estadual da Califórnia do Partido Comunista, William Schneiderman, e seu tesoureiro, Isaac Folkoff. O FBI observou que Oppenheimer fazia parte do Comitê Executivo da União Americana pelas Liberdades Civis, considerada uma organização de fachada comunista. Pouco depois, o FBI adicionou Oppenheimer ao seu Índice de Detenção Custodial, para prisão em caso de emergência nacional.
A filiação de Oppenheimer ao partido, ou a inexistência dela, tem sido debatida. Quase todos os historiadores concordam que ele tinha fortes visões de esquerda nesse período e interagiu com membros do partido, mas é controverso se ele era oficialmente membro do partido. Em seus depoimentos sobre habilitação de segurança em 1954, ele negou ser membro do Partido Comunista, mas se identificou como um simpatizante, como alguém que concorda com muitos dos objetivos do comunismo, mas não está disposto a seguir cegamente as ordens de nenhum aparato do Partido Comunista.

### Relacionamentos e filhos
Em 1936, Oppenheimer se envolveu com Jean Tatlock, filha de um professor de literatura de Berkeley e estudante da Escola de Medicina da Universidade Stanford. Ambos tinham visões políticas semelhantes; ela escrevia para o Western Worker, um jornal do Partido Comunista. Em 1939, após um relacionamento turbulento, Tatlock rompeu com Oppenheimer. Em agosto desse ano, ele conheceu Katherine "Kitty" Puening, uma estudante radical de Berkeley e ex-membro do Partido Comunista, que já havia sido casada anteriormente. Seu primeiro casamento durou apenas alguns meses. Seu segundo marido, com quem viveu um casamento informal, era Joe Dallet, um membro ativo do Partido Comunista, que foi morto na Guerra Civil Espanhola.
Kitty retornou aos Estados Unidos, onde obteve um diploma de Bacharel em botânica pela Universidade da Pensilvânia. Lá, ela se casou com Richard Harrison, um médico e pesquisador, em 1938. Em junho de 1939, Kitty e Harrison se mudaram para Pasadena, Califórnia, onde ele se tornou chefe de radiologia em um hospital local e ela se matriculou como estudante de pós-graduação na Universidade da Califórnia, Los Angeles. Oppenheimer e Kitty causaram um pequeno escândalo ao dormirem juntos depois de uma das festas de Tolman. No verão de 1940, ela esteve na fazenda de Oppenheimer no Novo México. Quando descobriu que estava grávida, pediu divórcio a Harrisson. Quando ele se recusou, ela obteve um divórcio rápido, em Reno, Nevada, e se casou com Oppenheimer, seu quarto marido, em 1.º de novembro de 1940.
Seu primeiro filho, Peter, nasceu em maio de 1941, e o segundo, Katherine ("Toni"), nasceu em Los Alamos, Novo México, em 7 de dezembro de 1944. Durante seu casamento, Oppenheimer reatou seu caso com Tatlock. Mais tarde, o contato contínuo deles se tornou uma questão em suas audiências de habilitação de segurança, devido às associações comunistas de Tatlock.
Durante o desenvolvimento da bomba atômica, Oppenheimer estava sendo investigado tanto pelo FBI quanto pela unidade de segurança interna do Projeto Manhattan, por suas associações políticas de esquerda no passado. Ele foi seguido por agentes de segurança do Exército, durante uma viagem à Califórnia em junho de 1943 para visitar Tatlock, que estava sofrendo de depressão. Oppenheimer passou a noite em seu apartamento. Tatlock cometeu suicídio em 4 de janeiro de 1944, deixando Oppenheimer profundamente enlutado.
Muitas das pessoas mais próximas a Oppenheimer eram membros ativos do Partido Comunista, nos anos 1930 ou 1940, incluindo seu irmão Frank, a esposa de Frank, Jackie, Kitty, Tatlock, sua senhoria Mary Ellen Washburn, e vários de seus alunos de pós-graduação em Berkeley.

### Misticismo
Os interesses diversificados de Oppenheimer às vezes interrompiam seu foco na ciência. Ele gostava de coisas difíceis e, como grande parte do trabalho científico parecia fácil para ele, desenvolveu interesse pelo místico e pelo enigmático. Depois de deixar Harvard, ele começou a conhecer os clássicos textos hindus, traduzidos para o inglês. Ele também tinha interesse em aprender idiomas e estudou sânscrito, sob a orientação de Arthur W. Ryder, em Berkeley no ano de 1933. Ele eventualmente leu obras literárias como o Bagavadeguitá e o Megaduta, no sânscrito original, e refletiu profundamente sobre eles. Mais tarde, ele citou o Guitá como um dos livros que mais moldaram sua filosofia de vida. Ele escreveu para seu irmão que o Guitá era "muito fácil e bastante maravilhoso", e o chamou de "a canção filosófica mais bela existente em qualquer língua conhecida". Mais tarde, ele presenteou seus amigos com cópias dele e guardou um exemplar desgastado na prateleira ao lado de sua mesa. Ele apelidou seu carro de Garuda, o pássaro montaria do deus hindu Vixnu.
Oppenheimer nunca se tornou um hindu no sentido tradicional; ele não se juntou a nenhum templo nem rezava para nenhum deus. "Ele ficou realmente encantado com o charme e a sabedoria geral do Bhagavad-Gita", disse seu irmão. Especula-se que o interesse de Oppenheimer pelo pensamento hindu tenha começado durante sua associação anterior com Niels Bohr. Tanto Bohr quanto Oppenheimer eram muito analíticos e críticos em relação às antigas histórias mitológicas hindus e à metafísica embutida nelas. Em uma conversa com David Hawkins antes da guerra, ao falar sobre a literatura da Grécia Antiga, Oppenheimer comentou: "Eu li os gregos; acho os hindus mais profundos".
Seu íntimo confidente e colega Isidor Rabi, que viu Oppenheimer ao longo de seus anos em Berkeley, Los Alamos e Princeton, se perguntou "por que homens como Oppenheimer não descobrem tudo o que vale a pena descobrir", refletindo:

Oppenheimer foi supereducado nos campos que estão fora da tradição científica, como seu interesse em religião, especialmente na religião hindu, o que resultou em um sentimento pelo mistério do universo que o cercava como uma névoa. Ele via a física claramente, olhando para o que já havia sido feito, mas na fronteira tendia a sentir que havia muito mais do misterioso e do novo do que realmente havia ... [ele se afastou] dos métodos duros e brutos da física teórica para um reino místico de ampla intuição... Em Oppenheimer, o elemento terreno era fraco. Ainda assim, foi essencialmente essa qualidade espiritual, esse refinamento expresso na fala e no modo, que foi a base de seu carisma. Ele nunca se expressou completamente. Ele sempre deixava a sensação de que havia profundidades de sensibilidade e perspicácia ainda não reveladas. Essas podem ser as qualidades do líder nato que parece ter reservas de força não comprometida.
Apesar disso, pessoas como o físico Luis Alvarez sugeriram que, se Oppenheimer tivesse vivido o suficiente para ver suas previsões corroboradas por experimentos, ele poderia ter recebido um Prêmio Nobel por seu trabalho sobre o colapso gravitacional, relacionado a estrelas de nêutrons e buracos negros. Em retrospecto, alguns físicos e historiadores consideram esse trabalho sua contribuição mais importante, embora ela não tenha sido explorada por outros cientistas durante sua vida. O físico e historiador Abraham Pais perguntou a Oppenheimer quais eram suas contribuições científicas mais importantes. Em resposta, Oppenheimer citou seu trabalho com elétrons e pósitrons, e não o seu trabalho com contração gravitacional. Oppenheimer foi indicado ao Prêmio Nobel de Física três vezes, em 1946, 1951 e 1967, mas nunca venceu.

## Projeto Manhattan

### Los Alamos

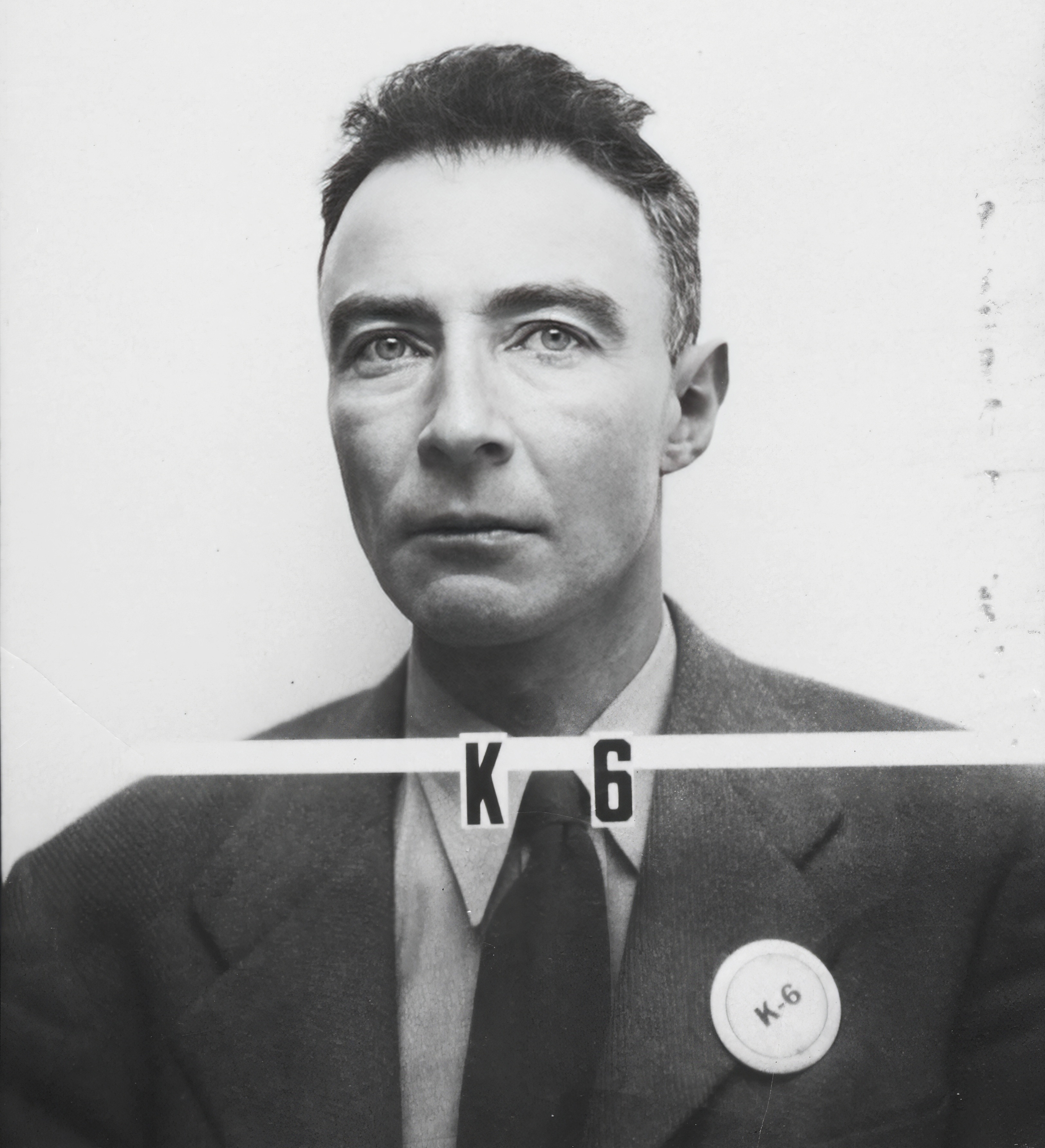
Foto de identificação de Oppenheimer do Laboratório Los Alamos.

Em 9 de outubro de 1941, dois meses antes de os Estados Unidos entrarem na Segunda Guerra Mundial, o presidente Franklin D. Roosevelt aprovou um programa intensivo para desenvolver uma bomba atômica. Lawrence trouxe Oppenheimer para o projeto em 21 de outubro. Em 18 de maio de 1942, o presidente do Comitê de Pesquisa de Defesa Nacional, James B. Conant, que havia sido um dos professores de Oppenheimer em Harvard, pediu que ele assumisse o trabalho de cálculos de nêutrons rápidos, uma tarefa à qual Oppenheimer dedicou-se com todo vigor. Ele recebeu o título de "Coordenador de Ruptura Rápida", que se refere especificamente à propagação de uma rápida reação em cadeia de nêutrons em uma bomba atômica. Um de seus primeiros atos foi hospedar uma escola de verão para a teoria da bomba em Berkeley. A mistura de físicos europeus e seus próprios alunos — um grupo que incluía Robert Serber, Emil Konopinski, Felix Bloch, Hans Bethe e Edward Teller — manteve-se ocupada calculando o que era necessário para fazer a bomba.
Em junho de 1942, o Exército dos EUA estabeleceu o Distrito de Engenharia de Manhattan para cuidar de sua parte no projeto da bomba atômica, iniciando o processo de transferência de responsabilidade do Escritório de Pesquisa e Desenvolvimento Científico para os militares. Em setembro, o brigadeiro-general Leslie R. Groves Jr. foi nomeado diretor do que ficou conhecido como Projeto Manhattan. Em 12 de outubro de 1942, Groves e Oppenheimer decidiram que, para segurança e coesão, eles precisavam estabelecer um laboratório de pesquisa secreto e centralizado em um local remoto.
Groves escolheu Oppenheimer para chefiar o laboratório secreto de armas do projeto, embora não se saiba exatamente quando. Esta decisão surpreendeu muitos, porque ele tinha visões políticas de esquerda e nenhum registro como líder de grandes projetos. Groves temia que, por não ter um Prêmio Nobel, Oppenheimer não tivesse prestígio para dirigir colegas cientistas, mas ficou impressionado com a sua compreensão singular dos aspectos práticos do projeto e com a amplitude de seu conhecimento. Como engenheiro militar, Groves sabia que isso seria vital em um projeto interdisciplinar que envolveria não apenas física, mas também química, metalurgia, material bélico e engenharia. Groves também detectou em Oppenheimer algo que muitos outros não detectaram, uma "ambição presunçosa", que considerou que forneceria o impulso necessário para levar o projeto a uma conclusão bem-sucedida. As relações do passado de Oppenheimer não foram ignoradas, mas, em 20 de julho de 1943, Groves ordenou que ele recebesse a habilitação de segurança "sem demora, independentemente das informações que vocês possam ter sobre o Sr. Oppenheimer. Ele é absolutamente essencial para o projeto". Rabi considerou a nomeação "um verdadeiro golpe de gênio por parte do general Groves, que geralmente não era considerado um gênio".
Oppenheimer preferia que o laboratório fosse estabelecido no Novo México, não muito longe de seu rancho. Em 16 de novembro de 1942, ele, Groves e outros visitaram um possível local. Oppenheimer temia que os altos penhascos ao redor parecessem claustrofóbicos e havia preocupação com possíveis inundações. Ele então sugeriu um local que conhecia bem: uma mesa plana perto de Santa Fé, Novo México, que era a localização de uma escola particular para meninos, a Los Alamos Ranch School. Os engenheiros estavam preocupados com a estrada de acesso ruim e o abastecimento de água, mas, fora isso, achavam que era o ideal. O Laboratório Nacional Los Alamos foi construído no local da escola, ocupando algumas de suas instalações originais, enquanto muitos novos prédios foram erguidos às pressas. No laboratório, Oppenheimer reuniu um grupo dos principais físicos da época, a quem chamou de "luminares".
Los Alamos deveria inicialmente ser um laboratório militar, e Oppenheimer e outros pesquisadores deveriam ser comissionados no Exército. Ele chegou a encomendar uniforme de tenente-coronel e fazer o teste físico do Exército, no qual foi reprovado. Com 58 kg, os médicos do exército consideraram-no abaixo do peso, diagnosticaram sua tosse crônica como tuberculose e estavam preocupados com sua dor crônica na articulação lombossacral. O plano de comissionar cientistas fracassou quando Rabi e Robert Bacher recusaram a ideia. Conant, Groves e Oppenheimer elaboraram um acordo pelo qual a Universidade da Califórnia operava o laboratório sob contrato com o Departamento de Guerra. Logo se descobriu que Oppenheimer havia subestimado enormemente a magnitude do projeto: Los Alamos cresceu de algumas centenas de pessoas, em 1943, para mais de 6 000 em 1945.
A princípio, Oppenheimer teve dificuldade com a divisão organizacional de grandes grupos, mas aprendeu rapidamente a arte da administração em grande escala, depois que fixou residência permanente em Los Alamos. Ele era conhecido por seu domínio de todos os aspectos científicos do projeto e por seus esforços para controlar os inevitáveis conflitos culturais entre cientistas e militares. Victor Weisskopf escreveu:

Oppenheimer dirigiu esses estudos, tanto teóricos quanto experimentais, no verdadeiro sentido das palavras. Aqui, sua habilidade incrível em compreender rapidamente os principais pontos de qualquer assunto foi um fator decisivo; ele podia se familiarizar com os detalhes essenciais de cada parte do trabalho.

Ele não dirigia do escritório central. Ele estava intelectualmente e fisicamente presente em cada passo decisivo. Ele estava presente no laboratório ou nas salas de seminários quando um novo efeito era medido, quando uma nova ideia era concebida. Não era que ele contribuísse com tantas ideias ou sugestões; ele o fazia às vezes, mas sua principal influência vinha de algo diferente. Era sua presença contínua e intensa que gerava um sentimento de participação direta em todos nós; ela criava aquela atmosfera única de entusiasmo e desafio que permeava o local durante todo o tempo.

### Projeto de bomba

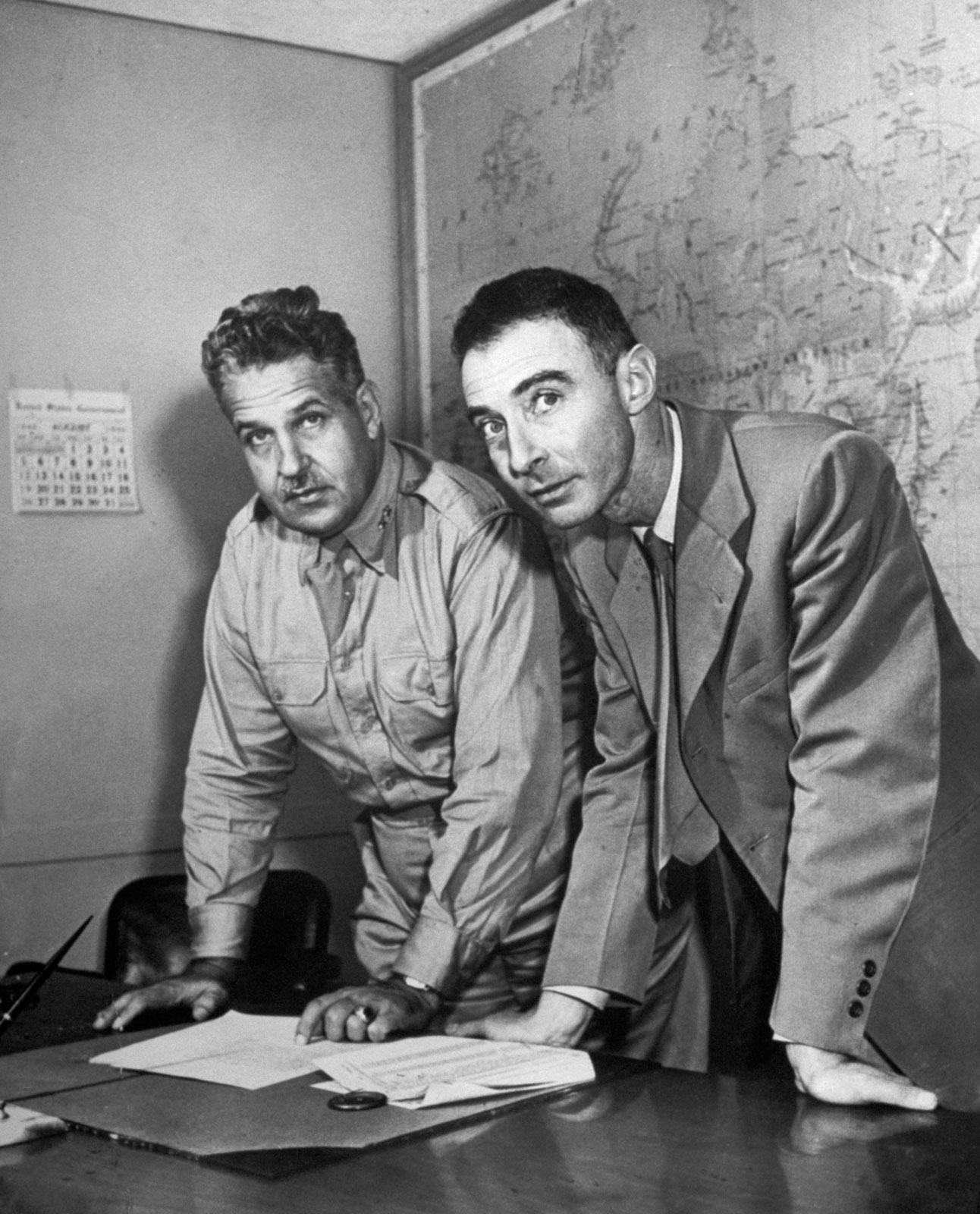
Leslie Groves, chefe militar do Projeto Manhattan, com Oppenheimer em 1942.

Nesse ponto da guerra, havia uma ansiedade considerável entre os cientistas de que o programa alemão de armas nucleares pudesse estar progredindo mais rápido do que o Projeto Manhattan. Em uma carta de 25 de maio de 1943, Oppenheimer respondeu a uma proposta de Fermi para usar materiais radioativos para envenenar o abastecimento de alimentos alemães. Oppenheimer perguntou a Fermi se ele poderia produzir estrôncio suficiente sem revelar o segredo a muitos. Oppenheimer continuou: "Acho que não devemos tentar esse plano, a menos que possamos envenenar comida suficiente para matar meio milhão de homens".
Em 1943, os esforços de desenvolvimento foram direcionados para uma arma de fissão de tipo balístico de plutônio chamada "Thin Man". A pesquisa inicial sobre as propriedades do plutônio foi feita usando o plutônio-239 gerado pelo cíclotron, que era extremamente puro, mas só podia ser produzido em pequenas quantidades. Quando Los Alamos recebeu a primeira amostra de plutônio do reator de grafite X-10, em abril de 1944, um problema foi descoberto: o plutônio criado pelo reator tinha uma concentração maior de plutônio-240, tornando-o inadequado para uso em uma arma do tipo balístico.
Em julho de 1944, Oppenheimer abandonou o projeto Thin Man em favor de uma arma do tipo implosão. Usando lentes explosivas químicas, uma esfera subcrítica de material físsil pode ser comprimida em uma forma menor e mais densa. O metal precisava percorrer apenas distâncias muito curtas, de modo que a massa crítica seria montada em muito menos tempo. Em agosto de 1944, Oppenheimer implementou uma ampla reorganização do laboratório de Los Alamos para se concentrar na implosão. Ele concentrou os esforços de desenvolvimento no dispositivo do tipo balístico, um projeto mais simples que só precisava funcionar com urânio-235, em um único grupo. Este dispositivo tornou-se a Little Boy em fevereiro de 1945. Após um gigantesco esforço de pesquisa, o projeto mais complexo da arma de implosão, conhecido como "dispositivo de Christy" em homenagem a Robert Christy, outro aluno de Oppenheimer, foi finalizado em uma reunião no escritório de Oppenheimer em 28 de fevereiro de 1945.
Em maio de 1945, um Comitê Interino foi criado para aconselhar e relatar as políticas de guerra e pós-guerra em relação ao uso de energia nuclear. O Comitê Interino estabeleceu um painel científico composto por Oppenheimer, Arthur Compton, Fermi e Lawrence para aconselhá-lo sobre questões científicas. Em sua apresentação ao Comitê Interino, o painel ofereceu sua opinião não apenas sobre os prováveis efeitos físicos de uma bomba atômica, mas também sobre seu provável impacto militar e político. Isso incluía opiniões sobre questões delicadas, como se a União Soviética deveria ser avisada sobre a arma antes de seu uso contra o Japão.

### Trinity

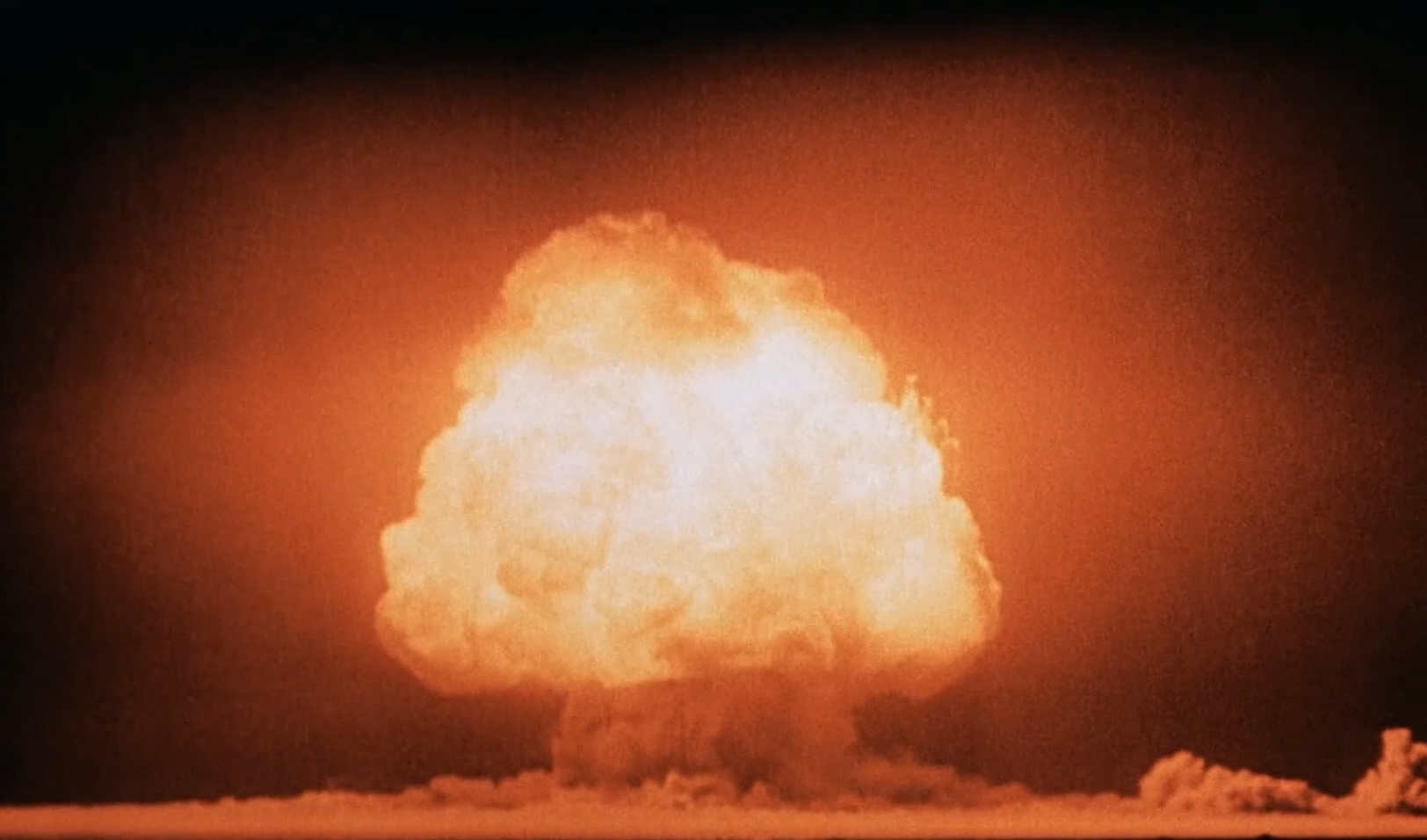
O teste Trinity foi a primeira detonação de um dispositivo nuclear.

Nas primeiras horas da manhã de 16 de julho de 1945, perto de Alamogordo, Novo México, o trabalho em Los Alamos culminou no teste da primeira arma nuclear do mundo. Oppenheimer deu ao experimento o codinome "Trinity" em meados de 1944, dizendo mais tarde que o nome veio dos Sonetos Sacros de John Donne; ele foi apresentado às obras de Donne, na década de 1930, por Jean Tatlock, que se suicidou em janeiro de 1944.
O brigadeiro-general Thomas Farrell, que estava presente no bunker de controle com Oppenheimer, relembrou:
Dr. Oppenheimer, sobre quem repousava um fardo muito pesado, ficou mais tenso à medida que os últimos segundos se esgotavam. Ele mal respirava. Ele segurou um poste para se manter firme. Nos últimos segundos, olhou diretamente à frente e então, quando o anunciador gritou "Agora!" e houve essa tremenda explosão de luz seguida pelo rugido profundo e estrondoso da explosão, seu rosto relaxou em uma expressão de tremendo alívio.

O irmão de Oppenheimer, Frank, relembrou as primeiras palavras do cientista como: "Acho que funcionou".
De acordo com um perfil de revista de 1949, enquanto testemunhava a explosão, Oppenheimer rememorava versos do Bagavadeguitá: "Se o brilho de mil sóis explodisse de uma vez no céu, seria como o esplendor do poderoso ... Agora eu me tornei a Morte, a destruidora de mundos". Em 1965, ele relembrou o momento desta forma:

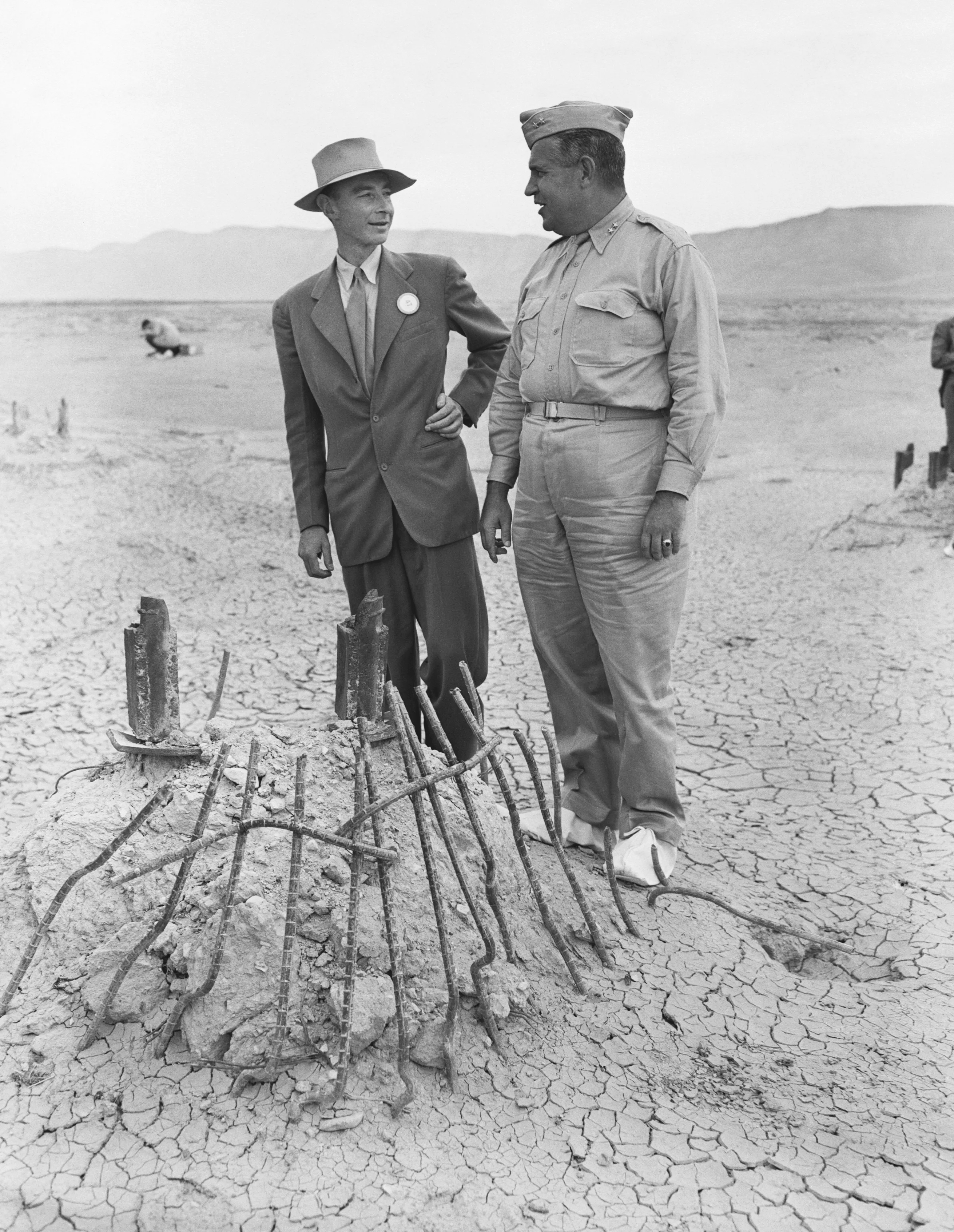
Oppenheimer e Groves (usando galochas brancas contra precipitação) nos restos da torre de teste Trinity.

| “ | Sabíamos que o mundo não seria o mesmo. Algumas pessoas riram, algumas choraram. A maioria ficou em silêncio. Lembrei-me do verso das escrituras hindus, o Bhagavad Gita; Vixnu está tentando persuadir o Príncipe de que ele deveria cumprir seu dever e, para impressioná-lo, assume sua forma de múltiplos braços e diz: "Agora eu me tornei a Morte, a destruidora de mundos." Suponho que todos nós pensamos assim, de uma maneira ou de outra. | ” |

Rabi descreveu ter visto Oppenheimer um pouco mais tarde: "Nunca esquecerei sua caminhada ... como High Noon ... este tipo de desfile. Ele tinha feito isso". Em uma reunião em Los Alamos em 6 de agosto, a noite do bombardeio atômico de Hiroshima, Oppenheimer subiu ao palco e juntou as mãos "como um boxeador premiado", enquanto a multidão aplaudia. Lamentou que a arma estivesse pronta tarde demais para ser usada contra a Alemanha nazista.
Entretanto, em 17 de agosto, Oppenheimer viajou a Washington para entregar em mãos uma carta ao secretário da Guerra, Henry L. Stimson, expressando a sua repulsa e o seu desejo de ver as armas nucleares proibidas. Em outubro, encontrou-se com o presidente Harry S. Truman, que minimizou as preocupações do cientista sobre a corrida armamentista com a União Soviética e a crença de que a energia atômica deveria ser submetida a controle internacional. Truman enfureceu-se quando Oppenheimer disse: "Presidente, sinto que tenho sangue em minhas mãos", respondendo que ele (Truman) tinha responsabilidade exclusiva sobre a decisão de usar armas nucleares contra o Japão. Mais tarde, o presidente disse a seu subsecretário de Estado Dean Acheson, "Não quero ver aquele filho da puta neste escritório nunca mais".
Por seus serviços como diretor de Los Alamos, Oppenheimer recebeu a Medalha de Mérito de Truman em 1946.

## Pós-guerra
Após os bombardeios de Hiroshima e Nagasaki, o Projeto Manhattan tornou-se de conhecimento público e Oppenheimer tornou-se um porta-voz da ciência nacional – representante de um novo tipo de poder tecnocrático. Ele passou a ser conhecido como o "pai da bomba atômica", e seu retrato apareceu nas capas das revistas Life e Time. A física nuclear tornou-se uma força poderosa à medida que todos os governos do mundo começaram a perceber o poder estratégico e político que vinha com as armas nucleares. Como muitos cientistas de sua geração, sentia que a segurança contra bombas atômicas viria apenas de uma organização transnacional, como a recém-formada Nações Unidas, que poderia instituir um programa para conter uma corrida armamentista nuclear.

### Instituto de Estudos Avançados

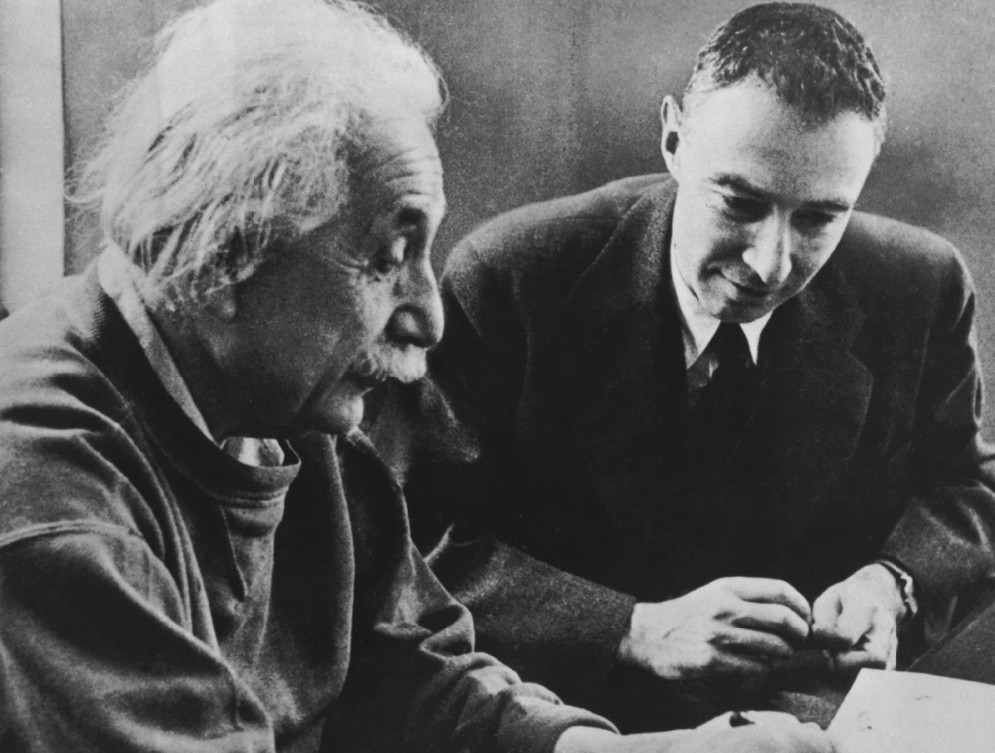
Albert Einstein e Oppenheimer ca. 1950.

Em novembro de 1945, Oppenheimer deixou Los Alamos para retornar a Caltech, mas logo percebeu que seu amor por lecionar havia esfriado. Em 1947, aceitou uma oferta de Lewis Strauss para assumir a direção do Instituto de Estudos Avançados em Princeton, Nova Jérsei. Isso significou retornar ao leste e deixar Ruth Tolman, esposa de seu amigo Richard Tolman, com quem havia iniciado um relacionamento após deixar Los Alamos. O cargo vinha com um salário anual de vinte mil dólares, além de acomodações gratuitas na casa do diretor, uma mansão do século XVII com um cozinheiro e um zelador, rodeada por 107 hectares de floresta. Ele colecionava móveis europeus e obras de arte pós-impressionistas e fauvistas francesas. Sua coleção de arte incluía obras de Cézanne, Derain, Despiau, de Vlaminck, Picasso, Rembrandt, Renoir, Van Gogh e Vuillard.
Oppenheimer reuniu intelectuais no auge de sua influência e de várias disciplinas para responder às questões mais pertinentes da época. Dirigiu e incentivou a pesquisa de muitos cientistas renomados, incluindo Freeman Dyson, e a dupla Chen Ning Yang e Tsung-Dao Lee, que ganhou um Prêmio Nobel por sua descoberta da não conservação da paridade. Também acolheu estudiosos das ciências humanas, como T. S. Eliot e George F. Kennan. Algumas dessas atividades trouxeram ressentimento de alguns professores de matemática, que queriam que o instituto permanecesse como um bastião de pesquisa científica pura. Abraham Pais afirmou que Oppenheimer achava que um de seus fracassos no instituto foi não conseguir unir os estudiosos das ciências naturais e das humanidades.
Durante uma série de conferências em Nova Iorque de 1947 a 1949, os físicos deixaram de lado as questões de guerra e deram mais atenção a problemas teóricos. Sob a direção de Oppenheimer, os físicos enfrentaram a maior questão pendente dos anos pré-guerra: expressões infinitas, divergentes e sem sentido na eletrodinâmica quântica de partícula elementares. Julian Schwinger, Richard Feynman e Shin'ichiro Tomonaga abordaram o problema da regularização e desenvolveram técnicas que ficaram conhecidas como renormalização. Freeman Dyson conseguiu provar que seus procedimentos forneceram resultados semelhantes. O problema da absorção de mésons e a teoria de mésons de Hideki Yukawa como as partículas portadoras da força nuclear forte também foram abordados. Perguntas investigativas de Oppenheimer motivaram a inovadora hipótese de dois mésons de Robert Marshak: que na verdade existem dois tipos de mésons, píons e múons. Isso levou à descoberta do píon por Cecil Frank Powell, que conquistou o Prêmio Nobel.
Oppenheimer atuou como diretor do Instituto até 1966, posição que abandonou devido à sua saúde fragilizada. Até 2023, era o diretor que serviu por mais tempo o Instituto.

### Comissão de Energia Atômica

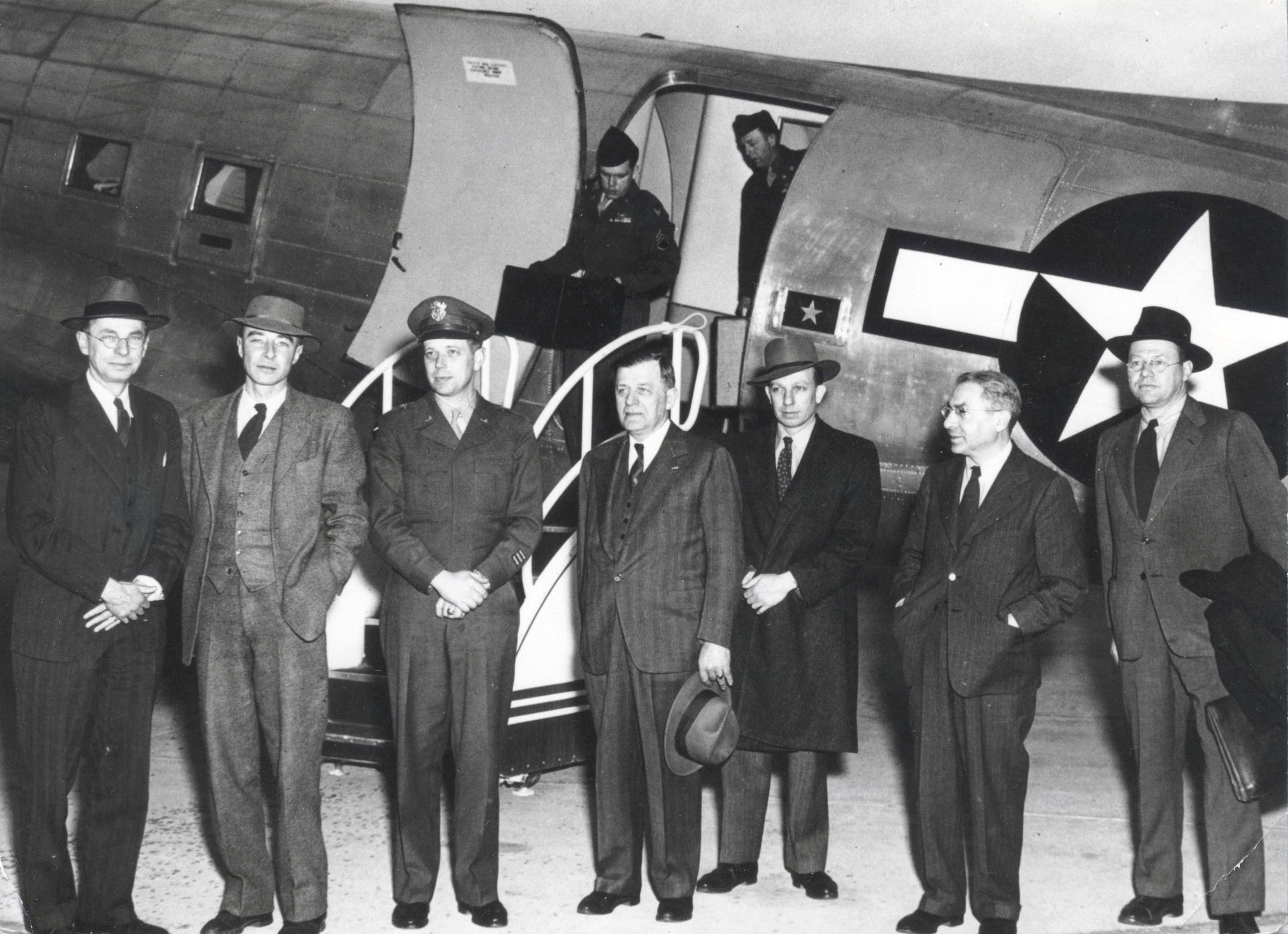
O GAC em 1947; Oppenheimer é o segundo da esquerda.

Como membro do Conselho de Consultores de um comitê designado por Truman, Oppenheimer influenciou fortemente o Relatório Acheson-Lilienthal de 1946. Nesse relatório, o comitê defendia a criação de uma Autoridade Internacional de Desenvolvimento Atômico, que seria proprietária de todo material físsil e dos meios de sua produção, como minas e laboratórios, e usinas nucleares, que poderiam ser utilizados para a produção pacífica de energia. Bernard Baruch foi designado para traduzir esse relatório em uma proposta para as Nações Unidas, resultando no Plano Baruch de 1946. O Plano Baruch introduziu muitas disposições adicionais em relação à execução, especialmente exigindo a inspeção das reservas de urânio da União Soviética. Os soviéticos viram isso como uma tentativa de manter o monopólio nuclear americano e rejeitaram a proposta. Com isso, ficou claro para Oppenheimer que uma corrida armamentista era inevitável, devido à desconfiança mútua entre os Estados Unidos e a União Soviética, que até mesmo Oppenheimer começava a desconfiar.
Após a criação da Comissão de Energia Atômica (AEC) em 1947, como uma agência civil responsável pela pesquisa nuclear e questões relacionadas a armas, Oppenheimer foi nomeado presidente de seu Comitê Consultivo Geral (GAC). Nessa posição, deliberou em várias questões relacionadas à energia nuclear, incluindo financiamento de projetos, construção de laboratórios e até política internacional — embora as recomendações do GAC nem sempre fossem acatados. Como presidente do GAC, Oppenheimer fez lobby vigorosamente pelo controle internacional de armas e financiamento para a ciência básica, e tentou distanciar a política de uma corrida armamentista acirrada.
O primeiro teste nuclear da União Soviética, em agosto de 1949, ocorreu mais cedo do que os americanos esperavam, e nos meses seguintes houve um intenso debate dentro do governo, das forças armadas e das comunidades científicas dos Estados Unidos sobre se deveriam prosseguir com o desenvolvimento da bomba de hidrogênio, muito mais poderosa, baseada na fusão nuclear, conhecida como "a Super". Oppenheimer havia percebido a possibilidade de uma arma termonuclear desde os tempos do Projeto Manhattan e havia direcionado uma parte limitada da pesquisa teórica para essa possibilidade, na época, mas nada além disso, dada a necessidade urgente de desenvolver uma arma de fissão. Logo após o término da guerra, Oppenheimer argumentou contra a continuação do trabalho na Super naquele momento, devido tanto à falta de necessidade quanto às enormes baixas humanas que resultariam de seu uso.
Em outubro de 1949, Oppenheimer e o GAC recomendaram o não desenvolvimento da Super. Ele e os outros membros do GAC foram motivados, em parte, por preocupações éticas, percebendo que tal arma só poderia ser usada estrategicamente, resultando em milhões de mortes: "Seu uso, portanto, leva, muito mais adiante do que a própria bomba atômica, a política de exterminar populações civis". Eles também tinham dúvidas práticas, já que não havia um projeto viável para uma bomba de hidrogênio na época. Em relação à possibilidade de a União Soviética desenvolver uma arma termonuclear, o GAC sentia que os Estados Unidos poderiam ter um estoque suficiente de armas atômicas para retaliar qualquer ataque termonuclear. Nesse sentido, Oppenheimer e os demais estavam preocupados com os custos de oportunidade que seriam incorridos, caso os reatores nucleares tivessem materiais como o trítio, necessários para a produção de uma bomba termonuclear, desviados.
Posteriormente, uma maioria da AEC endossou a recomendação do GAC, e Oppenheimer achou que a luta contra a Super triunfaria, mas os defensores da arma fizeram lobby intenso na Casa Branca. Em 31 de janeiro de 1950, Truman, que estava inclinado a prosseguir com o desenvolvimento da arma de qualquer maneira, tomou a decisão formal de fazê-lo. Oppenheimer e outros opositores do projeto do GAC, especialmente James Conant, se sentiram desanimados e consideraram renunciar ao comitê. Eles permaneceram, embora suas opiniões sobre a bomba de hidrogênio fossem conhecidas.
Em 1951, Edward Teller e o matemático Stanislaw Ulam desenvolveram o que ficou conhecido como o projeto Teller-Ulam de bomba de hidrogênio. Esse novo projeto parecia tecnicamente viável e Oppenheimer oficialmente concordou com o desenvolvimento da arma, embora ainda procurasse maneiras de questionar seu teste, implantação ou uso. Como ele recordou posteriormente: 
O programa que tínhamos em 1949 era algo conturbado, que você bem poderia argumentar que não fazia muito sentido técnico. Portanto, era possível argumentar também que você não o queria, mesmo se pudesse tê-lo. O programa em 1951 era tecnicamente tão eficiente que não se podia questionar isso. As questões se tornaram puramente militares, políticas e humanitárias sobre o que você faria a respeito depois de tê-lo.
Oppenheimer, Conant e Lee DuBridge, outro membro que havia se oposto à decisão da bomba H, deixaram o GAC quando seus mandatos expiraram em agosto de 1952. Truman optou por não reindicá-los, pois queria novas vozes no comitê que apoiassem mais o desenvolvimento da bomba H. Além disso, vários opositores de Oppenheimer comunicaram a Truman seu desejo de que Oppenheimer saísse do comitê.

### Painéis e grupos de estudos

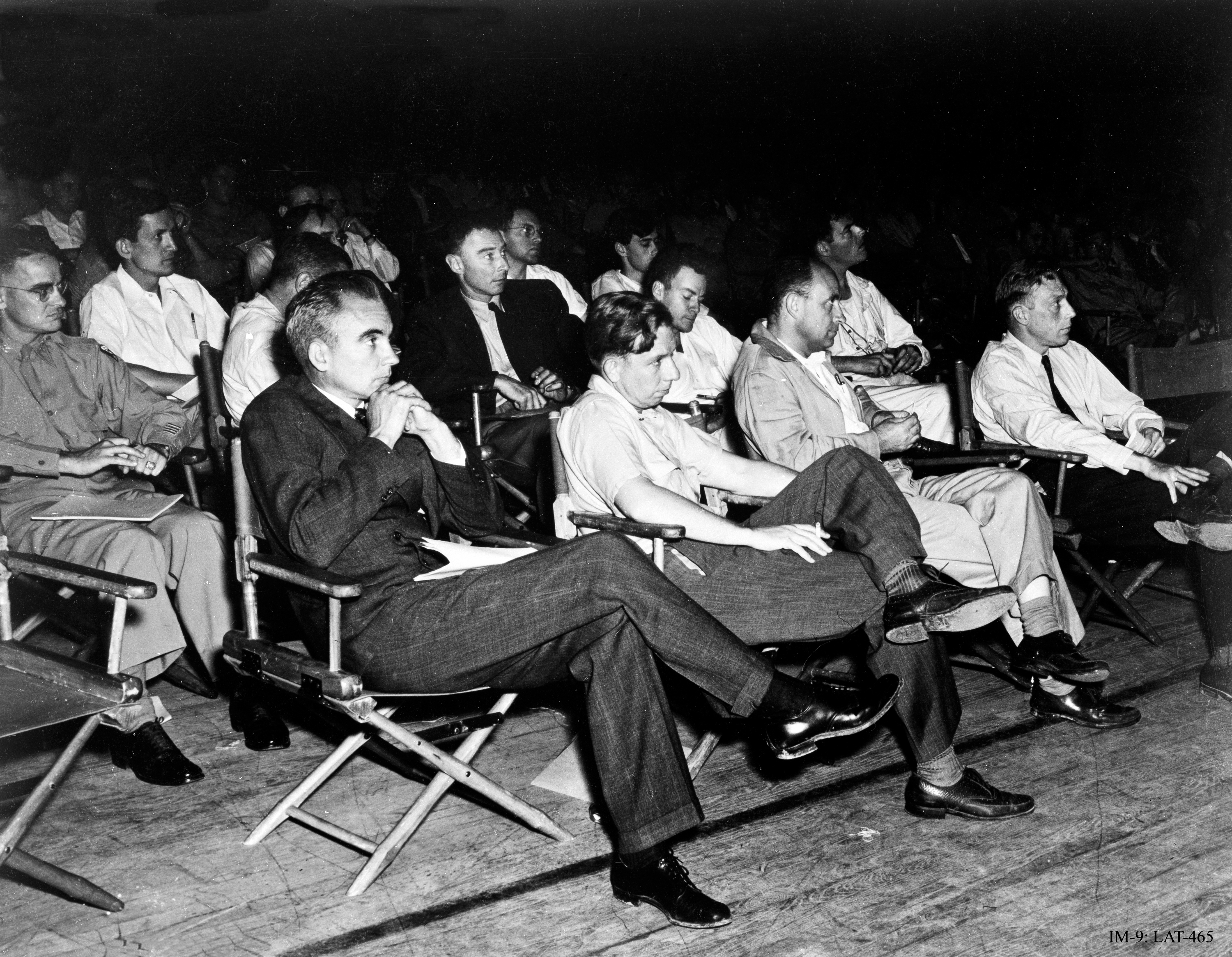
O colóquio de 1946 no Los Alamos sobre o Super. Na fileira da frente estão Norris Bradbury, John Manley, Enrico Fermi e J.M.B. Kellogg. Atrás de Manley está Oppenheimer (usando paletó e gravata), e à sua esquerda está Richard Feynman. O coronel do exército à extrema esquerda é Oliver Haywood. Na terceira fileira, entre Haywood e Oppenheimer, está Edward Teller.

Entre o final dos anos 1940 e início dos anos 1950, Oppenheimer desempenhou um papel em diversos painéis governamentais e projetos de estudo, alguns dos quais o colocaram em meio a controvérsias e disputas pelo poder.
Em 1948, Oppenheimer presidiu o Painel de Objetivos de Longo Prazo do Departamento de Defesa, que examinou a utilidade militar das armas nucleares, incluindo como elas poderiam ser utilizadas. Após um ano de estudos, na primavera de 1952, escreveu o relatório preliminar do Projeto GABRIEL, que examinou os perigos da chuva radioativa. Também foi membro do Comitê Consultivo de Ciência do Escritório de Mobilização de Defesa.
Oppenheimer participou do Projeto Charles em 1951, que estudou a possibilidade de criar uma defesa aérea eficaz dos Estados Unidos contra-ataques atômicos, e no projeto subsequente denominado Projeto East River em 1952. Com a contribuição de Oppenheimer, este último recomendou a construção de um sistema de alerta que fornecesse um aviso de uma hora de ataques atômicos contra cidades americanas. Esses dois projetos levaram ao Projeto Lincoln em 1952, um grande esforço onde Oppenheimer foi um dos cientistas seniores. Realizado no MIT Lincoln Laboratory, que havia sido fundado recentemente para estudar questões de defesa aérea, isso levou à criação do Lincoln Summer Study Group, onde Oppenheimer tornou-se uma figura-chave. A urgência de Oppenheimer e outros cientistas de que recursos deveriam ser alocados à defesa aérea, em vez de uma ampla capacidade de retaliação a um ataque, trouxe uma objeção imediata da Força Aérea dos Estados Unidos, e sobreveio um debate sobre a adoção inflexível da filosofia da Linha Maginot por Oppenheimer, cientistas aliados ou pela Força Aérea.  De todo modo, o trabalho do Lincoln Summer Study Group eventualmente levou à construção da Distant Early Warning Line (Linha de Alerta Antecipado Distante).
Teller, que tinha tão pouco interesse na pesquisa da bomba atômica, durante a guerra, que Oppenheimer lhe dera tempo para trabalhar em seu próprio projeto da bomba de hidrogênio, deixou Los Alamos em 1951 para ajudar a fundar, em 1952, um segundo laboratório que se tornaria o Laboratório Nacional Lawrence Livermore. Oppenheimer havia defendido a história feita em Los Alamos e se opôs à criação do segundo laboratório.
O Projeto Vista examinou a melhoria das capacidades de guerra tática dos EUA. Oppenheimer foi um colaborador tardio no projeto em 1951, mas escreveu um capítulo-chave do relatório que desafiou a doutrina do bombardeio estratégico e defendeu armas nucleares táticas menores, que seriam mais úteis em um conflito limitado contra forças inimigas. Armas termonucleares estratégicas entregues por bombardeiros a jato de longo alcance estariam sob o controle da Força Aérea dos EUA, enquanto as conclusões do Projeto Vista recomendavam um papel ampliado do Exército e da Marinha dos EUA. A reação da Força Aérea a isso foi imediatamente hostil e o relatório do Projeto Vista foi suprimido.
Em 1952, Oppenheimer presidiu o State Department Panel of Consultants on Disarmament (Painel de Consultores do Departamento de Estado sobre Desarmamento), composto por cinco membros, que sugeriu que os Estados Unidos adiassem seu primeiro teste da bomba de hidrogênio e buscassem uma proibição de testes termonucleares com a União Soviética, com o argumento de que evitar um teste poderia evitar o desenvolvimento de uma nova arma catastrófica e abrir caminho para novos acordos de armas entre os dois Estados. Porém, o painel não tinha aliados políticos em Washington e o teste Ivy Mike prosseguiu conforme programado. O painel então emitiu um relatório final, em janeiro de 1953, que, influenciado por muitas das crenças profundamente sentidas de Oppenheimer, apresentou uma visão pessimista do futuro, no qual nem os Estados Unidos, nem a União Soviética poderiam estabelecer uma superioridade nuclear eficaz, mas ambos os lados poderiam infligir danos terríveis um ao outro.
Uma das recomendações do painel, que Oppenheimer considerava especialmente importante, era que o governo dos EUA fosse mais transparente com o povo americano e evitasse o sigilo sobre as realidades do equilíbrio nuclear e os perigos da guerra nuclear. Essa ideia foi bem recebida pela nova administração Eisenhower e levou à criação da Operação Candor. Posteriormente, Oppenheimer apresentou seu ponto de vista sobre a falta de utilidade de arsenais nucleares cada vez maiores ao público americano, em um artigo de junho de 1953 na revista Foreign Affairs, e recebeu atenção nos principais jornais americanos.
Assim, até 1953, Oppenheimer havia alcançado outro ápice de influência, envolvendo-se em múltiplos cargos e projetos governamentais diferentes e tendo acesso a planos estratégicos cruciais e níveis de força. No entanto, ao mesmo tempo, ele havia se tornado inimigo dos defensores do bombardeio estratégico, que viam sua oposição à bomba H, seguida por essas posições e posturas acumuladas, com uma combinação de amargura e desconfiança. Essa visão estava ligada ao medo de que a fama de Oppenheimer e seus poderes de persuasão o tornassem perigosamente influente nos círculos governamentais, militares e científicos.

### Audiência de segurança

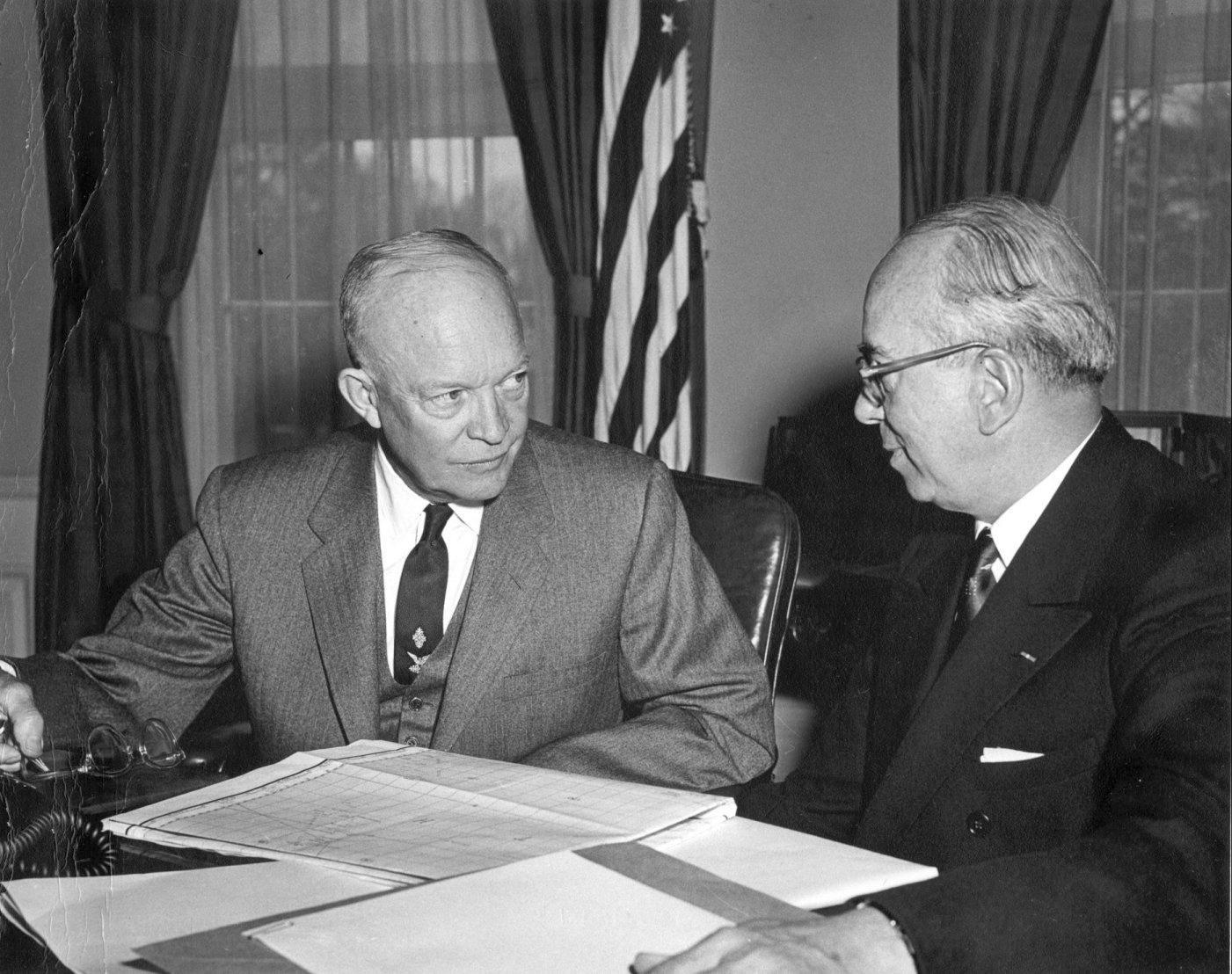
O Presidente Eisenhower recebe um relatório de Strauss, presidente da Comissão de Energia Atômica, sobre os testes da bomba de hidrogênio da Operação Castle no Pacífico, em 30 de março de 1954. Strauss pressionou pela revogação da habilitação de segurança de Oppenheimer.

O FBI sob o comando de J. Edgar Hoover seguia Oppenheimer desde antes da guerra, quando ele demonstrou simpatias comunistas como professor em Berkeley e era próximo de membros do Partido Comunista, incluindo sua esposa e irmão. Eles suspeitavam fortemente que ele próprio fosse membro do partido, com base em escutas telefônicas em que membros do partido aparentemente se referiam a ele como comunista, bem como relatos de informantes dentro do partido. Oppenheimer estava sob vigilância próxima desde o início da década de 1940, sua casa e escritório eram grampeados, seu telefone era interceptado e sua correspondência era inspecionada.
Em agosto de 1943, Oppenheimer disse aos agentes de segurança do Projeto Manhattan que George Eltenton, que ele não conhecia, havia solicitado a três homens em Los Alamos segredos nucleares em nome da União Soviética. Quando pressionado sobre o assunto em entrevistas posteriores, Oppenheimer reconheceu que a única pessoa que o abordou foi seu amigo Haakon Chevalier, um professor de literatura francesa de Berkeley, que mencionou o assunto em particular em um jantar na casa de Oppenheimer.
O FBI forneceu aos inimigos políticos de Oppenheimer evidências que insinuavam laços comunistas. Esses inimigos incluíam Strauss, um comissário da AEC que havia conservado ressentimento contra Oppenheimer, tanto por sua atuação contrária à bomba de hidrogênio quanto por sua humilhação perante o Congresso, alguns anos antes. Strauss havia manifestado oposição à exportação de isótopos radioativos para outras nações, e Oppenheimer os havia chamado de "menos importantes do que dispositivos eletrônicos, mas mais importantes do que, digamos, vitaminas".
Em 7 de junho de 1949, Oppenheimer testemunhou, perante o Comitê de Atividades Antiamericanas da Câmara dos Representantes, que havia tido associações com o Partido Comunista dos EUA na década de 1930. Afirmou que alguns de seus alunos, incluindo David Bohm, Giovanni Rossi Lomanitz, Philip Morrison, Bernard Peters e Joseph Weinberg, haviam sido comunistas na época em que haviam trabalhado com ele em Berkeley. Frank Oppenheimer e sua esposa Jackie testemunharam perante o HUAC que haviam sido membros do Partido Comunista dos EUA. Frank foi subsequentemente demitido de seu cargo na Universidade de Minnesota. Impossibilitado de encontrar trabalho como físico por muitos anos, tornou-se um pecuarista no Colorado. Mais tarde, lecionou física em uma escola secundária e foi o fundador do Exploratorium de São Francisco.
O estopim da audiência de segurança ocorreu em 7 de novembro de 1953, quando William Liscum Borden, que até o início do ano havia sido diretor executivo do Comitê Conjunto de Energia Atômica do Congresso dos Estados Unidos, enviou uma carta a Hoover dizendo que "mais provavelmente do que não, J. Robert Oppenheimer é um agente da União Soviética". Eisenhower nunca acreditou exatamente nas alegações da carta, mas se sentiu compelido a iniciar uma investigação e, em 3 de dezembro, ordenou que uma "parede em branco" fosse colocada entre Oppenheimer e qualquer segredo governamental ou militar.
Em 21 de dezembro de 1953, Strauss informou Oppenheimer que sua habilitação de segurança havia sido suspensa, aguardando resolução de uma série de acusações detalhadas em uma carta, e discutiu sua renúncia, por meio de solicitação de rescisão de seu contrato de consultoria com a AEC. Oppenheimer optou por não renunciar e pediu uma audiência em vez disso. As acusações foram detalhadas em uma carta de Kenneth D. Nichols, gerente geral da AEC. Nichols escreveu que "não estava feliz com a inclusão de uma referência à oposição de Oppenheimer ao desenvolvimento da bomba de hidrogênio" e "apesar do seu histórico ele é leal aos Estados Unidos".
A audiência que ocorreu em abril–maio de 1954, realizada em segredo, concentrou-se nas ligações comunistas passadas de Oppenheimer e sua associação, durante o Projeto Manhattan, com cientistas suspeitos de deslealdade ou comunismo. Depois, continuou com um exame da oposição de Oppenheimer à bomba H e posturas em projetos e grupos de estudo subsequentes. Uma transcrição das audiências foi publicada em junho de 1954, com algumas partes censuradas. Em 2014, o Departamento de Energia dos Estados Unidos tornou pública a transcrição completa.

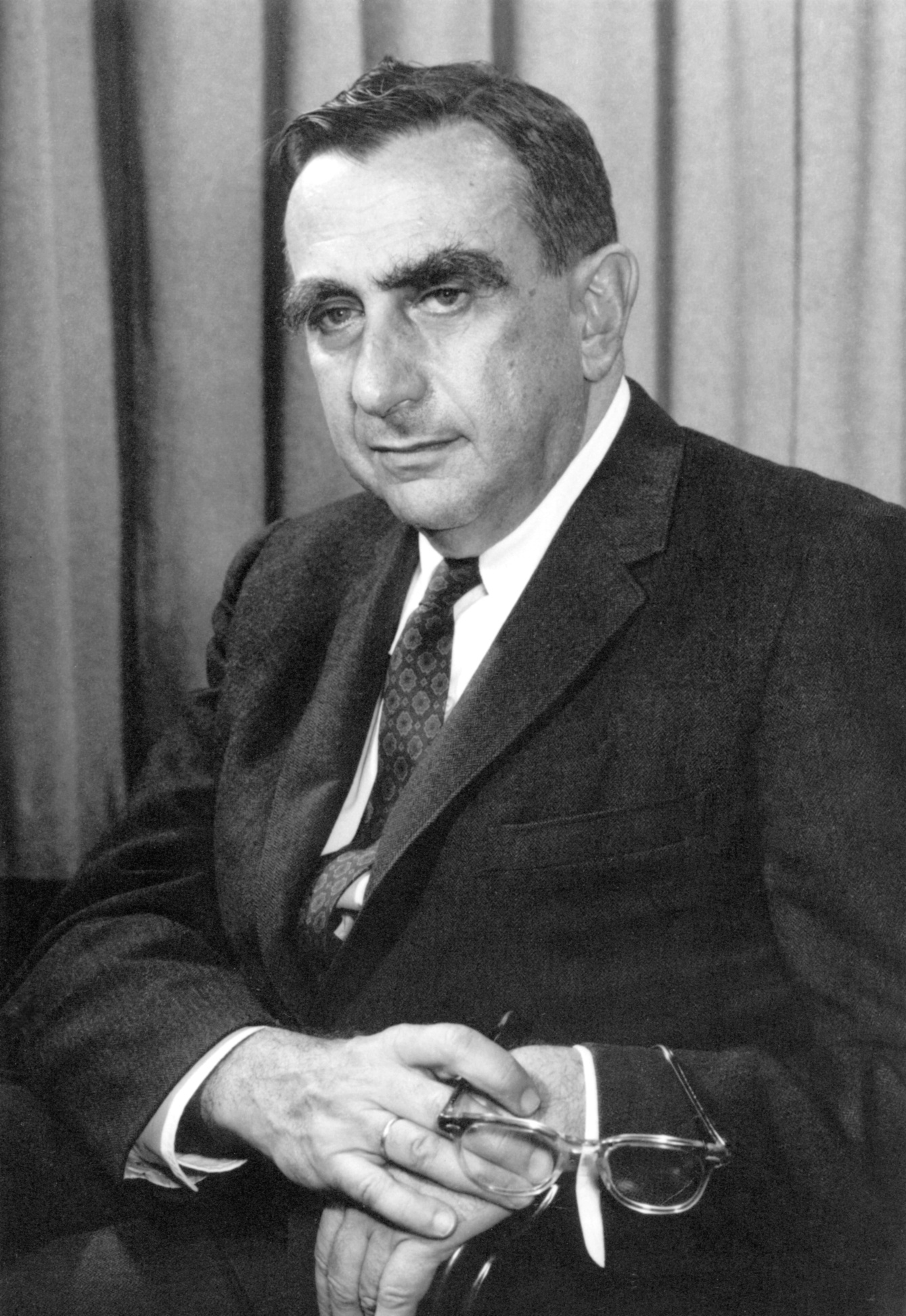
O ex-colega de Oppenheimer, Edward Teller, testemunhou contra ele em sua audiência de segurança em 1954.

Um dos principais elementos nesta audiência foi o depoimento inicial de Oppenheimer sobre a abordagem de George Eltenton a vários cientistas de Los Alamos, uma história que Oppenheimer confessou ter fabricado para proteger seu amigo Haakon Chevalier. Oppenheimer não sabia que ambas as versões foram registradas durante seus interrogatórios uma década antes. Ele foi surpreendido no tribunal com transcrições desses depoimentos, que não teve a chance de revisar. Na verdade, Oppenheimer nunca havia dito a Chevalier que o havia denunciado, e o depoimento custou o seu emprego. Tanto Chevalier quanto Eltenton confirmaram ter mencionado que tinham um meio de transmitir informações aos soviéticos, Eltenton admitindo ter dito isso a Chevalier e Chevalier admitindo que mencionou isso a Oppenheimer, mas ambos colocaram a questão em termos de fofocas e negaram qualquer pensamento ou sugestão de traição ou tentativas de espionagem, seja no planejamento ou na ação. Nenhum deles foi condenado por nenhum crime.
Teller testemunhou que considerava Oppenheimer leal ao governo dos EUA, mas que:

Em muitos casos, vi o Dr. Oppenheimer agir - entendi que o Dr. Oppenheimer agiu - de uma maneira que para mim era extremamente difícil de entender. Eu discordava profundamente dele em diversas questões e suas ações, francamente, me pareciam confusas e complicadas. Até esse ponto, sinto que gostaria de ver os interesses vitais deste país nas mãos que eu entendo melhor e, portanto, confio mais. Nesse sentido muito limitado, gostaria de expressar um sentimento de que me sentiria pessoalmente mais seguro se os assuntos públicos fossem confiados a outras mãos.
O testemunho de Teller indignou a comunidade científica, e ele foi praticamente ostracizado da ciência acadêmica. Ernest Lawrence se recusou a depor, alegando um ataque de colite ulcerativa, mas uma entrevista dele condenando Oppenheimer foi apresentada como evidência.
Muitos cientistas de destaque, assim como figuras governamentais e militares, testemunharam em defesa de Oppenheimer. Inconsistências em seu depoimento e seu comportamento errático no tribunal – em um momento ele disse que havia contado uma "história absurda" e que isso era porque ele era "um idiota" – convenceram alguns de que ele estava instável e representava um possível risco de segurança. A habilitação de segurança de Oppenheimer foi revogada um dia antes de expirar de qualquer maneira. O físico Isidor Isaac Rabi disse que a suspensão da autorização de segurança foi desnecessária, porque ele era apenas um consultor do governo na época e que se o governo "não quisesse consultar o cara, então não o consultasse". Mas Groves testemunhou que, sob os critérios de segurança mais estritos vigentes em 1954, ele não inocentaria Oppenheimer.
Ao término das audiências, a junta revogou a autorização de segurança de Oppenheimer por uma votação de 2 a 1. Por unanimidade, ele foi inocentado da acusação de deslealdade, mas a maioria considerou que 20 das 24 acusações eram verdadeiras ou substancialmente verdadeiras e que Oppenheimer representaria um risco à segurança. Em seguida, em 29 de junho de 1954, a AEC confirmou as conclusões da Junta de Segurança de Pessoal por decisão de 4 a 1, com Strauss escrevendo a opinião majoritária. Naquela opinião, ele enfatizou as "falhas de caráter" de Oppenheimer, "falsidades, evasões e representações incorretas" e associações passadas com comunistas e pessoas próximas aos comunistas como as razões principais para sua determinação. Ele não teceu considerações sobre a lealdade de Oppenheimer.
Durante sua audiência, Oppenheimer testemunhou voluntariamente sobre as atividades de esquerda de muitos de seus colegas. Caso sua autorização não tivesse sido revogada, ele poderia ter sido lembrado como alguém que "denunciou nomes" para salvar sua própria reputação, mas, como aconteceu, a maioria na comunidade científica o viu como um mártir do macartismo, um liberal eclético injustamente atacado por inimigos belicistas, símbolo da mudança do trabalho científico da academia para o militar. Wernher von Braun disse a um comitê do Congresso: "Na Inglaterra, Oppenheimer teria sido cavaleiro".
Em um seminário no Centro Wilson em 2009, com base em uma extensa análise dos Cadernos Vassiliev retirados dos arquivos da KGB, John Earl Haynes, Harvey Klehr e Alexander Vassiliev confirmaram que Oppenheimer nunca esteve envolvido em espionagem para a União Soviética, embora a inteligência soviética tenha tentado recrutá-lo repetidamente. Além disso, ele excluiu várias pessoas do Projeto Manhattan que tinham simpatias pela União Soviética. Haynes, Klehr e Vassiliev também afirmam que Oppenheimer "era, de fato, um membro oculto do CPUSA no final da década de 1930". De acordo com o biógrafo Ray Monk: "Ele era, de uma maneira muito prática e real, um apoiador do Partido Comunista. Além disso, em termos de tempo, esforço e dinheiro gastos em atividades do partido, ele era um apoiador muito comprometido".
Em 16 de dezembro de 2022, a Secretária de Energia dos Estados Unidos, Jennifer Granholm, anulou a revogação de 1954 da habilitação de segurança de Oppenheimer. Sua declaração dizia: "Em 1954, a Comissão de Energia Atômica revogou a habilitação de segurança do Dr. Oppenheimer por meio de um processo falho que violou os próprios regulamentos da Comissão. Com o passar do tempo, mais evidências vieram à tona do viés e da injustiça do processo ao qual o Dr. Oppenheimer foi submetido, enquanto as evidências de sua lealdade e amor ao país foram apenas mais afirmadas".

## Últimos anos
A partir de 1954, Oppenheimer viveu por vários meses dos anos seguintes na ilha de Saint John (Ilhas Virgens Americanas). Em 1957, na mesma ilha, comprou 8100 {\displaystyle m^{2}} de terras em Gibney Beach, onde passava bastante tempo navegando com sua filha Toni e sua mulher Kitty.
A primeira aparição pública de Oppenheimer após a revogação de sua habilitação de segurança foi uma palestra intitulada "Prospects in the Arts and Sciences" para o programa de rádio Man's Right to Knowledge da Columbia University Bicentennial, na qual ele resumiu sua filosofia e seus pensamentos sobre o papel da ciência no mundo moderno. Ele havia sido selecionado para o episódio final da série de palestras dois anos antes da audiência de segurança, embora a universidade tenha relutado em manter sua participação mesmo após a controvérsia.
Em fevereiro de 1955, o presidente da Universidade de Washington, Henry Schmitz, cancelou abruptamente um convite a Oppenheimer para ministrar uma série de palestras lá. A decisão de Schmitz causou uma revolta entre os estudantes; 1 200 deles assinaram uma petição protestando contra a decisão, e uma efígie de Schmitz foi queimada. Enquanto eles marchavam em protesto, o estado de Washington proibiu o Partido Comunista e exigiu que todos os funcionários públicos fizessem um juramento de lealdade. Edwin Albrecht Uehling, presidente do departamento de física e colega de Oppenheimer em Berkeley, apelou para o senado universitário, e a decisão de Schmitz foi revertida por uma votação de 56 a 40. Oppenheimer fez uma breve parada em Seattle para trocar de avião em uma viagem para Oregon e foi se encontrar, durante a escala, com vários professores da Universidade de Washington para tomar um café, mas nunca ministrou palestras lá.
Oppenheimer estava cada vez mais preocupado com o risco de que as invenções científicas pudessem representar para a humanidade. Ele se juntou a Albert Einstein, Bertrand Russell, Joseph Rotblat e outros cientistas e acadêmicos relevantes para estabelecer o que eventualmente, em 1960, se tornaria a Academia Mundial de Arte e Ciência. Após sua humilhação pública, ele não assinou os principais manifestos contra armas nucleares nas décadas de 1950, incluindo o Manifesto Russell-Einstein de 1955, e também, embora tenha sido convidado, não participou das primeiras Conferências Pugwash sobre Ciência e Negócios Mundiais em 1957.

Em seus discursos e escritos públicos, Oppenheimer constantemente enfatizava a dificuldade de gerenciar o poder do conhecimento em um mundo em que a liberdade da ciência para trocar ideias estava cada vez mais limitada por preocupações políticas. Oppenheimer ministrou as Palestras Reith na BBC em 1953, que posteriormente foram publicadas como Science and the Common Understanding.

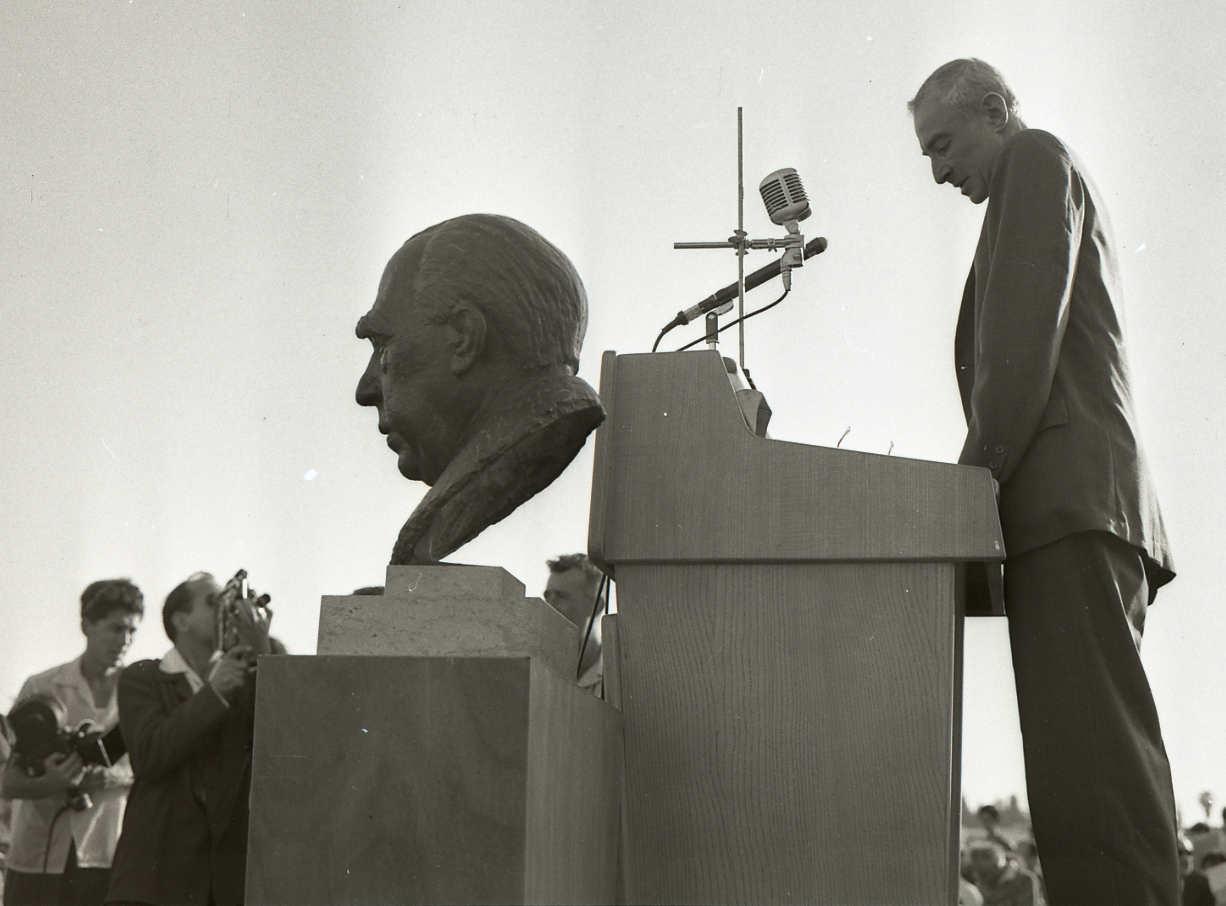
Em abril de 1958, Oppenheimer discursou na inauguração do Instituto de Física Nuclear no Instituto Weizmann de Ciências, Israel. O busto é de Niels Bohr.

Em 1955, Oppenheimer publicou The Open Mind, uma coleção de oito palestras que havia ministrado desde 1946 sobre o tema de armas nucleares e cultura popular. Oppenheimer rejeitou a ideia de diplomacia de "canhoneira nuclear". "Os propósitos deste país no campo da política externa", ele escreveu, "não podem ser alcançados de maneira real ou duradoura por meio de coerção".
Em 1957, os departamentos de filosofia e psicologia em Harvard convidaram Oppenheimer para dar as Palestras William James. Um influente grupo de ex-alunos de Harvard liderado por Edwin Ginn, que incluía Archibald Roosevelt, protestou contra a decisão. 1 200 pessoas compareceram às seis palestras de Oppenheimer, intituladas The Hope of Order, no Sanders Theatre. Em 1962, Oppenheimer proferiu as Palestras Whidden na Universidade McMaster, que foram publicadas em 1964 como The Flying Trapeze: Three Crises for Physicists.
Destituído de poder político, Oppenheimer continuou dando aulas, escrevendo e trabalhando com física. Ele fez um tour pela Europa e pelo Japão dando palestras sobre a história da ciência, sua função na sociedade e a natureza do Universo. Discursou sobre a importância de estudar a história da ciência na inauguração da Biblioteca e Arquivos Niels Bohr do Instituto Americano de Física em setembro de 1963.
Em setembro de 1957, a França o nomeou Oficial da Legião de Honra, e em 3 de maio de 1962, foi eleito Membro Estrangeiro da Royal Society na Grã-Bretanha.

### Prêmio Enrico Fermi
Em 1959, o então senador John F. Kennedy teve papel fundamental ao votar para negar, por margem estreita, a Lewis Strauss, inimigo de Oppenheimer, um cobiçado cargo de Secretário de Comércio, contribuindo para encerrar efetivamente sua carreira política. Em 1962, Kennedy, ora presidente dos Estados Unidos, convidou Oppenheimer para uma cerimônia em homenagem a 49 ganhadores do Prêmio Nobel. Nesse evento, o presidente da AEC, Glenn Seaborg, perguntou a Oppenheimer se ele desejava outra audiência de segurança. Oppenheimer recusou.
Em março de 1963, o Comitê Consultivo Geral da AEC selecionou Oppenheimer para receber o Prêmio Enrico Fermi, que o Congresso havia criado em 1954. Kennedy foi assassinado antes de poder entregar o prêmio a Oppenheimer, mas seu sucessor, Lyndon Johnson, o fez em uma cerimônia em dezembro de 1963, na qual ele citou as "por contribuições à física teórica como professor e criador de ideias, e pela liderança do Laboratório Los Alamos e do programa de energia atômica durante anos críticos" e considerou a assinatura da premiação um dos maiores atos de Kennedy como presidente. Oppenheimer disse a Johnson: "Acho que é apenas possível, Sr. Presidente, que tenha sido necessário um pouco de caridade e coragem de sua parte para fazer essa concessão hoje".
A viúva de Kennedy, Jackie, fez questão de comparecer à cerimônia para poder dizer a Oppenheimer o quanto seu marido desejava que ele recebesse a medalha. Também estavam presentes Edward Teller, que havia indicado que Oppenheimer recebesse o prêmio na esperança de que isso resolvesse a discordância entre eles, e Henry D. Smyth, que em 1954 havia sido o único a discordar da decisão da AEC de considerar Oppenheimer como um risco à segurança.
No entanto, a hostilidade do Congresso em relação a Oppenheimer persistiu. O senador Bourke B. Hickenlooper protestou formalmente contra a seleção de Oppenheimer apenas oito dias após o assassinato de Kennedy, e vários membros republicanos do Comitê AEC da Câmara boicotaram a cerimônia.
A reabilitação implícita pelo prêmio era em parte simbólica, já que Oppenheimer permaneceu sem a habilitação de segurança e não podia atuar sobre a política oficial, mas o prêmio veio com um subsídio, isento de impostos, de cinquenta mil dólares.

## Morte
Oppenheimer era um fumante compulsivo, e foi diagnosticado com câncer de garganta em 1965. Após uma cirurgia sem sucesso, o físico foi submetido a tratamento de radiação e quimioterapia, também malsucedido, em 1966. Em 18 de fevereiro de 1967, três dias depois de entrar em coma, Oppenheimer faleceu em sua casa em Princeton, aos 62 anos de idade. Uma cerimônia memorial foi realizada uma semana depois no Alexander Hall, no campus da Universidade de Princeton, e teve presença de 600 de seus colegas cientistas, políticos e militares, incluindo Bethe, Groves, Kennan, Lilienthal, Rabi, Smyth e Wigner. Seu irmão Frank e o restante de sua família estavam presentes, assim como o historiador Arthur M. Schlesinger, Jr., o romancista John O'Hara e George Balanchine, diretor do New York City Ballet. Bethe, Kennan e Smyth fizeram breves elogios fúnebres. O corpo de Oppenheimer foi cremado, e suas cinzas foram depositadas em uma urna, que sua esposa levou a St. John e a deixou no mar, à vista da casa de praia.
Em outubro de 1972, Kitty faleceu, aos 62 anos de idade, devido a uma infecção intestinal complicada por uma embolia pulmonar. Logo após, o rancho de Oppenheimer no Novo México foi herdado pelo filho Peter, e a propriedade à beira-mar foi herdada pela filha Katherine "Toni" Oppenheimer Silber. Toni teve sua habilitação de segurança recusada como tradutora das Nações Unidas após o FBI levantar as antigas acusações contra seu pai. Em janeiro de 1977, três meses após o término de seu segundo casamento, ela se enforcou em sua casa de praia da família. Deixou a propriedade para "o povo de St. John para um parque público e área de recreação". A casa original foi construída muito perto da costa e foi destruída por um furacão. Até 2007, o Governo das Ilhas Virgens mantinha um Centro Comunitário nas proximidades.

## Legado

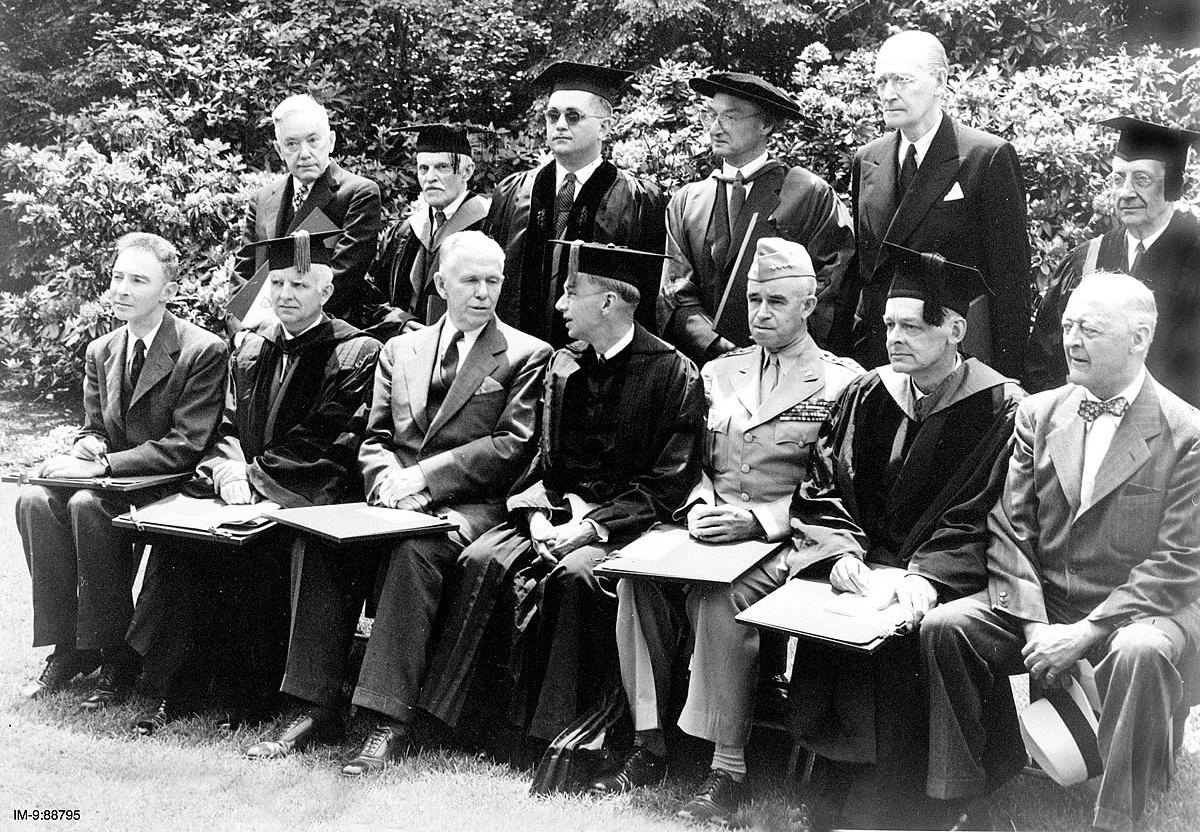
Laureados com graus honorários de Harvard, 5 de junho de 1947. Primeira fila da esquerda para a direita: Oppenheimer; Ernest Cadman Colwell; General George C. Marshall, Presidente da Harvard James B. Conant; General Omar N. Bradley; T.S. Eliot.

Quando Oppenheimer foi destituído de sua influência política em 1954, ele simbolizou, para muitos, a insensatez dos cientistas que acreditavam poder controlar o uso de suas pesquisas e os dilemas de responsabilidade moral apresentados pela ciência na era nuclear. As audiências tiveram motivações políticas e pessoais, refletindo uma divisão acentuada na comunidade de armas nucleares. Um grupo temia profundamente a União Soviética, como um inimigo mortal, e acreditava que ter as armas mais poderosas, capazes de proporcionar a retaliação mais massiva, era a melhor estratégia para combater essa ameaça. O outro grupo achava que o desenvolvimento da bomba H não melhoraria a segurança ocidental e que usar a arma contra grandes populações civis seria genocídio; eles defendiam, em vez disso, uma resposta mais flexível aos soviéticos, envolvendo armas nucleares táticas, fortalecimento das forças militares convencionais e acordos de controle de armas. O primeiro desses grupos era mais poderoso politicamente, e Oppenheimer se tornou seu alvo.
Ao invés de se opor ao red-baiting da década de 1940 e início de 1950, Oppenheimer testemunhou contra ex-colegas e alunos, antes e durante sua audiência. Em um incidente, seu depoimento condenatório contra o ex-aluno Bernard Peters foi seletivamente vazado para a imprensa. Historiadores interpretaram isso como uma tentativa de Oppenheimer de agradar seus colegas no governo e talvez desviar a atenção de seus próprios vínculos políticos de esquerda anteriores e os de seu irmão. No final, isso se tornou um problema, quando ficou claro que Oppenheimer realmente duvidava da lealdade de Peters, e recomendar sua participação no Projeto Manhattan foi imprudente, ou, pelo menos, contraditório.
Representações populares de Oppenheimer enxergam suas lutas de segurança como um confronto entre militaristas de direita (simbolizados por Teller) e intelectuais de esquerda (simbolizados por Oppenheimer) sobre a questão moral das armas de destruição em massa. Biógrafos e historiadores frequentemente apresentam a história de Oppenheimer como uma tragédia. O conselheiro de segurança nacional e acadêmico McGeorge Bundy, que trabalhou com Oppenheimer no Painel de Consultores do Departamento de Estado, escreveu: "Além da ascensão e queda extraordinárias de prestígio e poder de Oppenheimer, seu caráter tem dimensões totalmente trágicas em sua combinação de charme e arrogância, inteligência e cegueira, consciência e insensibilidade, e talvez acima de tudo ousadia e fatalismo. Todos esses aspectos, de maneiras diferentes, foram usados contra ele nas audiências".
A questão da responsabilidade dos cientistas com a humanidade inspirou o drama A Vida de Galileu (1955) de Bertolt Brecht, deixou sua marca na peça Os Físicos de Friedrich Dürrenmatt e é a base da ópera Doctor Atomic (2005) de John Adams, que foi encomendada para retratar Oppenheimer como um Fausto moderno. A peça In the Matter of J. Robert Oppenheimer de Heinar Kipphardt, após sua exibição na televisão da Alemanha Ocidental, teve seu lançamento teatral em Berlim e Munique, em outubro de 1964. As objeções de Oppenheimer resultaram em uma troca de correspondências com Kipphardt, que ofereceu fazer correções, mas defendeu a peça. Ela estreou em Nova Iorque em 1968, com Joseph Wiseman no papel de Oppenheimer. O crítico teatral do New York Times, Clive Barnes, a chamou de uma "peça raivosa e partidária" que ficou do lado de Oppenheimer, mas o retratou como um "tolo trágico e gênio". Oppenheimer ficou insatisfeito com essa representação. Depois de ler uma transcrição da peça logo após o início das apresentações, ameaçou processar Kipphardt, criticando as "improvisações que eram contrárias à história e à natureza das pessoas envolvidas".
Mais tarde, Oppenheimer disse a um entrevistador:
Toda essa maldita coisa [sua audiência de segurança] foi uma farsa, e essas pessoas estão tentando transformar isso em uma tragédia. ... Eu nunca disse que tinha me arrependido de participar de maneira responsável na criação da bomba. Eu disse que talvez ele [Kipphardt] tivesse esquecido Guernica, Coventry, Hamburgo, Dresden, Dachau, Varsóvia e Tóquio; mas eu não tinha esquecido, e que se ele achava isso tão difícil de entender, ele deveria escrever uma peça sobre outra coisa.
Oppenheimer é o tema de muitas biografias, incluindo American Prometheus (2005) de Kai Bird e Martin J. Sherwin, que ganhou o Prêmio Pulitzer de 2006 de Biografia ou Autobiografia. A série de TV da BBC de 1980 Oppenheimer, estrelada por Sam Waterston, ganhou 3 Prêmios BAFTA de Televisão. O documentário The Day After Trinity de 1980, sobre Oppenheimer e a bomba atômica, foi indicado para um Óscar e recebeu um Prêmio Peabody. A vida de Oppenheimer é explorada na peça Oppenheimer de Tom Morton-Smith em 2015, e no filme de 1989 Fat Man and Little Boy, em que foi interpretado por Dwight Schultz. No mesmo ano, David Strathairn interpretou Oppenheimer no telefilme Day One. No filme americano de 2023 Oppenheimer, dirigido por Christopher Nolan e baseado em American Prometheus, Oppenheimer é interpretado pelo ator Cillian Murphy.
Uma conferência sobre o legado de Oppenheimer foi realizada em 2004 na Universidade da Califórnia, Berkeley, juntamente com uma exposição digital sobre sua vida, sendo que os procedimentos da conferência foram publicados em 2005 como Reavaliando Oppenheimer: Estudos e Reflexões Centenárias. Seus arquivos estão na Biblioteca do Congresso.
Como cientista, Oppenheimer foi lembrado por seus alunos e colegas como um pesquisador brilhante e professor cativante que fundou a física teórica moderna nos Estados Unidos. Bethe escreveu: "Mais do que qualquer outro homem, ele foi responsável por elevar a física teórica americana de um apêndice provinciano da Europa para a liderança mundial". Uma vez que seus interesses científicos mudavam com frequência, nunca trabalhou tempo suficiente em um tópico específico para ser laureado com o Prêmio Nobel, embora suas pesquisas tenham contribuído para a teoria dos buracos negros, o que poderia ter justificado o prêmio, caso ele tivesse vivido tempo suficiente para vê-las comprovadas por astrofísicos, nos anos seguintes. Um asteroide, 67085 Oppenheimer, foi nomeado em sua homenagem, em 4 de janeiro de 2000, assim como a cratera lunar Oppenheimer em 1970.
Como consultor militar e de políticas públicas, Oppenheimer foi um líder na mudança de direção à tecnocracia nas interações entre ciência e militares, e no surgimento da "Big Science". Durante a Segunda Guerra Mundial, os cientistas se envolveram em pesquisas militares em um grau sem precedentes. Devido à ameaça que o fascismo representava para a civilização ocidental, eles se voluntariaram em grande número para assistência tecnológica e organizacional ao esforço Aliado, resultando em ferramentas poderosas como radar, a espoleta de proximidade e a investigação operacional. Como físico teórico culto e intelectual que se tornou um organizador militar disciplinado, Oppenheimer representou a mudança em relação à ideia de que os cientistas tinham a cabeça "nas nuvens" e que o conhecimento de assuntos esotéricos, como a composição do núcleo atômico, não tinha aplicações no "mundo real".
Dois dias antes do teste Trinity, Oppenheimer expressou suas esperanças e medos em uma citação do Śatakatraya de Bhartṛhari:

Na batalha, na floresta, no precipício das montanhas,

No vasto e sombrio mar, em meio a lanças e flechas,

No sono, na confusão, nas profundezas da vergonha,

As boas ações que um homem fez antes o defendem.

## Obras escritas
- Oppenheimer, J. Robert (1954). Science and the Common Understanding. Nova Iorque: Simon and Schuster. OCLC 34304713
- Oppenheimer, J. Robert (1955). The Open Mind. Nova Iorque: Simon and Schuster. OCLC 297109
- Oppenheimer, J. Robert (1964). The Flying Trapeze: Three Crises for Physicists. Londres: Oxford University Press. OCLC 592102
- Oppenheimer, J. Robert; Rabi, I.I (1969). Oppenheimer. Nova Iorque: Scribner. OCLC 2729 (póstumo)
- Oppenheimer, J. Robert; Smith, Alice Kimball; Weiner, Charles (1980). Robert Oppenheimer, Letters and Recollections. Cambridge, Massachusetts: Harvard University Press. ISBN 978-0-674-77605-0. OCLC 5946652 (póstumo)
- Oppenheimer, J. Robert; Metropolis, N.; Rota, Gian-Carlo; Sharp, D. H. (1984). Uncommon Sense. Cambridge, Massachusetts: Birkhäuser Boston. ISBN 978-0-8176-3165-9. OCLC 10458715 (póstumo)
- Oppenheimer, J. Robert (1989). Atom and Void: Essays on Science and Community. Princeton, Nova Jérsei: Princeton University Press. ISBN 978-0-691-08547-0. OCLC 19981106 (póstumo)

### Livros
- Anderson, Leif E.; Whitaker, Ewen A. (1982). NASA Catalogue of Lunar Nomenclature (PDF). Springfield, Virginia: National Aeronautics and Space Administration. Consultado em 15 de agosto de 2023. Cópia arquivada (PDF) em 15 de agosto de 2023
- Bethe, Hans (1968b). The Road from Los Alamos. New York: Springer Science+Business Media. ISBN 978-0-88318-707-4
- Bird, Kai; Sherwin, Martin J. (2005). American Prometheus: The Triumph and Tragedy of J. Robert Oppenheimer. New York: Alfred A. Knopf. ISBN 978-0-375-41202-8
- Bundy, McGeorge (1988). Danger and Survival: Choices About the Bomb in the First Fifty Years. New York: Random House. ISBN 978-0-394-52278-4
- Carson, Cathryn (2005). «§Introduction». In:  Carson, Cathryn; Hollinger, David A. Reappraising Oppenheimer: Centennial Studies and Reflections. Berkeley, California: Office for History of Science and Technology, University of California. pp. 1–10. ISBN 978-0-9672617-3-7
- Cassidy, David C. (2005). J. Robert Oppenheimer and the American Century. New York: Pi Press. ISBN 978-0-13-147996-8
- Childs, Herbert (1968). An American Genius: The Life of Ernest Orlando Lawrence, Father of the Cyclotron. New York City: E. P. Dutton. ISBN 978-0-525-05443-6
- Conant, Jennet (2005). 109 East Palace: Robert Oppenheimer and the Secret City of Los Alamos. New York: Simon & Schuster. ISBN 978-0-7432-5007-8
- Feldman, Burton (2000). The Nobel Prize: A History of Genius, Controversy, and Prestige. New York: Arcade Publishing. ISBN 978-1-55970-537-0
- Groves, Leslie (1962). Now it Can be Told: The Story of the Manhattan Project.. New York: Harper & Brothers. ISBN 978-0-306-70738-4
- Haynes, John Earl (2006). Early Cold War Spies: The Espionage Trials that Shaped American Politics. Cambridge, Massachusetts: Cambridge University Press. ISBN 978-0-521-67407-2
- Haynes, John Earl; Klehr, Harvey; Vassiliev, Alexander (2009). Spies: The Rise and Fall of the KGB in America. New Haven, Connecticut: Yale University Press. ISBN 978-0-300-12390-6
- Herken, Gregg (2002). Brotherhood of the Bomb: The Tangled Lives and Loyalties of Robert Oppenheimer, Ernest Lawrence, and Edward Teller. New York: Henry Holt and Company. ISBN 978-0-8050-6588-6
- Hewlett, Richard G.; Anderson, Oscar E. (1962). The New World, 1939–1946. Col: A History of the United States Atomic Energy Commission. I. University Park, Pennsylvania: Pennsylvania State University Press. ISBN 978-0-520-07186-5
- Hewlett, Richard G.; Duncan, Francis (1969). Atomic Shield, 1947–1952. Col: A History of the United States Atomic Energy Commission. II. University Park, Pennsylvania: Pennsylvania State University Press. ISBN 978-0-520-07187-2
- Hewlett, Richard G.; Holl, Jack M. (1989). Atoms for Peace and War, 1953–1961: Eisenhower and the Atomic Energy Commission (PDF). Col: A History of the United States Atomic Energy Commission. Berkeley, California: University of California Press. ISBN 978-0-520-06018-0. Consultado em 19 de julho de 2020. Cópia arquivada (PDF) em 23 de setembro de 2020
- Hoddeson, Lillian; Henriksen, Paul W.; Meade, Roger A.; Westfall, Catherine L. (1993). Critical Assembly: A Technical History of Los Alamos During the Oppenheimer Years, 1943–1945. New York: Cambridge University Press. ISBN 978-0-521-44132-2
- Hollinger, David A. (2005). «§Afterward». In:  Carson, Cathryn; Hollinger, David A. Reappraising Oppenheimer: Centennial Studies and Reflections. Berkeley, California: Office for History of Science and Technology, Univ. of California. pp. 385–390. ISBN 978-0-9672617-3-7
- Hufbauer, Karl (2005). «J. Robert Oppenheimer's Path to Black Holes». In:  Carson, Cathryn; Hollinger, David A. Reappraising Oppenheimer: Centennial Studies and Reflections. Berkeley, California: Office for History of Science and Technology, Univ. of California. pp. 31–47. ISBN 978-0-9672617-3-7
- Hunner, John (2012). J. Robert Oppenheimer, the Cold War, and the Atomic West. Norman, Oklahoma: University of Oklahoma Press. ISBN 978-0-8061-6308-6
- Jones, Vincent (1985). Manhattan: The Army and the Atomic Bomb. Washington, D.C.: United States Army Center of Military History
- Jungk, Robert (1958). Brighter than a Thousand Suns: A Personal History of the Atomic Scientists. New York: Harcourt Brace. ISBN 978-0-15-614150-5
- Kelly, Cynthia C. (2006). Oppenheimer and the Manhattan Project: Insights into J. Robert Oppenheimer, "Father of the Atomic Bomb". Hackensack, New Jersey: World Scientific. ISBN 978-981-256-418-4
- McMillan, Priscilla Johnson (2005). The Ruin of J. Robert Oppenheimer and the Birth of the Modern Arms Race. New York: Viking. ISBN 978-0-670-03422-2
- Monk, Ray (2012). Robert Oppenheimer: A Life Inside the Center. New York; Toronto: Doubleday. ISBN 978-0-385-50407-2
- Nichols, Kenneth (1987). The Road to Trinity: A Personal Account of How America's Nuclear Policies Were Made. New York: William Morrow and Company. ISBN 978-0-688-06910-0
- Norris, Robert S. (2002). Racing for the Bomb: General Leslie R. Groves, the Manhattan Project's Indispensable Man. South Royalton, Vermont: Steerforth Press. ISBN 1-58642-039-9
- Pais, Abraham (2006). J. Robert Oppenheimer: A Life. Oxford: Oxford University Press. ISBN 978-0-19-516673-6
- Polenberg, Richard (2002). In the Matter of J. Robert Oppenheimer: The Security Clearance Hearing. Ithaca, New York: Cornell University. ISBN 978-0-8014-3783-0
- Polenberg, Richard (2005). «The Fortunate Fox». In:  Carson, Cathryn; Hollinger, David A. Reappraising Oppenheimer: Centennial Studies and Reflections. Berkeley, California: Office for History of Science and Technology, Univ. of California. pp. 267–272. ISBN 978-0-9672617-3-7
- Rhodes, Richard (1986). The Making of the Atomic Bomb. New York: Simon & Schuster. ISBN 978-0-671-44133-3
- Rhodes, Richard (1995). Dark Sun: The Making of the Hydrogen Bomb. New York: Simon & Schuster. ISBN 978-0-684-82414-7
- Roy, Kaustuv (2018). Rethinking Curriculum in Times of Shifting Educational Context. [S.l.]: Palgrave Macmillan. ISBN 978-3-319-61105-1. doi:10.1007/978-3-319-61106-8
- Schweber, Silvan S. (2008). Einstein and Oppenheimer: the Meaning of Genius. Cambridge, Massachusetts: Harvard University Press. ISBN 978-0-674-02828-9
- Smith, Alice Kimball; Weiner, Charles (1980). Robert Oppenheimer: Letters and Recollections. Cambridge, Massachusetts: Harvard University Press. ISBN 978-0-8047-2620-7
- Spangenburg, Ray; Moser, Diane (2004). Science Frontiers, 1946 to the Present. New York: Facts On File. ISBN 978-0-8160-6880-7
- Stern, Philip M. (1969). The Oppenheimer Case: Security on Trial. New York: Harper & Row
- Streshinsky, Shirley; Klaus, Patricia (2013). An Atomic Love Story: The Extraordinary Women in Robert Oppenheimer's Life. New York: Turner Publishing. ISBN 978-1-61858-019-1
- Strout, Cushing (1963). Conscience, Science and Security: The Case of Dr. J. Robert Oppenheimer. Chicago: Rand McNally
- Szasz, Ferenc M. (1984). The Day the Sun Rose Twice. Albuquerque, New Mexico: University of New Mexico Press. ISBN 978-0-8263-0767-5
- United States Atomic Energy Commission (1954). In the Matter of Dr. J. Robert Oppenheimer. Washington, D.C.: United States Government Printing Office
- Wolverton, Mark (2008). A Life in Twilight: The Final Years of J. Robert Oppenheimer. New York: St. Martin's Press. ISBN 978-0-312-37440-2
- Wortham, Biscoe Hale (1886). The Śatakas of Bhartr̥ihari. Col: Trübner's Oriental series. London: Trübner
- Young, Ken; Schilling, Warner R. (2019). Super Bomb: Organizational Conflict and the Development of the Hydrogen Bomb. Ithaca, New York: Cornell University Press. ISBN 978-1-5017-4516-4

### Artigos
- Boyce, Niall (14 de fevereiro de 2015). «Man of steel». The Lancet. 385 (9968): 577–662. doi:10.1016/S0140-6736(15)60221-5. Consultado em 15 de julho de 2023. Cópia arquivada em 27 de março de 2023
- Hijiya, James A. (junho de 2000). «The Gita of Robert Oppenheimer» (PDF). Proceedings of the American Philosophical Society. 144 (2). ISSN 0003-049X. Consultado em 23 de dezembro de 2013. Arquivado do original (PDF) em 26 de novembro de 2013
- Rhodes, Richard (outubro de 1977). «'I Am Become Death ... ': The Agony of J. Robert Oppenheimer». American Heritage. Consultado em 23 de maio de 2008. Arquivado do original em 12 de junho de 2008
- Sanders, Jane A. (1979). «The University of Washington and the Controversy over J. Robert Oppenheimer». The Pacific Northwest Quarterly. 70 (1): 8–19. ISSN 0030-8803. JSTOR 40489791
- Schweber, Silvan S. (2006). «Einstein and Oppenheimer: Interactions and Intersections». United Kingdom: Cambridge University Press. Science in Context. 19 (4): 513–559. doi:10.1017/S0269889706001050
- Scott, Terry; Besmann, Theodore M.; Goldberg, Stanley; Hawkins, David (1994). «Letters». Bulletin of the Atomic Scientists. 50 (5): 3–60. Bibcode:1994BuAtS..50e...3S. ISSN 0096-3402. doi:10.1080/00963402.1994.11456544